# Kreisreformen in der Bundesrepublik Deutschland bis 1990
Der Artikel Kreisreformen in der Bundesrepublik Deutschland bis 1990 erfasst die seit Gründung der Bundesrepublik im Jahre 1949 bis zur Eingliederung der DDR im Jahre 1990 durchgeführten Gebietsreformen auf Kreisebene, also der kreisfreien Städte und Landkreise. Am 2. Oktober 1990 gab es 237 Landkreise (einschließlich des Stadtverbandes Saarbrücken) und 91 kreisfreie Städte in der damaligen Bundesrepublik Deutschland. Wegen der Übersichtlichkeit ist der Artikel nach Ländern geordnet. Bei jedem Land wird in einer Liste gezeigt, wann und wie sich die Anzahl der kreisfreien Städte und Landkreise geändert hat.
Bei Begriffen wie Eingliederung oder Vergrößerung wird nicht auf die rechtliche Situation, sondern auf die allgemein übliche Regelung verwiesen. Oftmals handelt es sich um Zusammenschlüsse, die jedoch von der Mehrheit der Bevölkerung, auch im eingegliederten Kreis, nicht als solche verstanden werden. Deshalb ist hier der Fortbestand oder die Neuvergabe eines Namens das entscheidende Kriterium. Die rechtliche Regelung, ob es sich um einen Zusammenschluss oder um eine Eingliederung/Eingemeindung handelt oder gehandelt hat, ist nur unmittelbar von Bedeutung. Schon nach wenigen Jahren wird sie bedeutungslos. Es wird auf spezielle Artikel verwiesen, in denen weitere Informationen nachgelesen werden können.

## Baden
Das Land Baden gehörte seit dem 23. Mai 1949 der Bundesrepublik Deutschland an. Es ging am 25. April 1952 im neugegründeten Land Baden-Württemberg auf.
Während der Dauer des Bestehens des Landes Baden kam es zu Teilfreigaben der Stadt Kehl (s. u.). Weitere Kreisreformen gab es nicht.
Bei der Gründung der Bundesrepublik existierten im Land die folgenden Stadt- und Landkreise:
Stadtkreise: Baden-Baden, Freiburg im Breisgau und Konstanz
Landkreise: Bühl, Donaueschingen, Emmendingen, Freiburg, Kehl, Konstanz, Lahr, Lörrach, Müllheim, Neustadt, Offenburg, Rastatt, Säckingen, Stockach, Überlingen, Villingen, Waldshut und Wolfach
- 1949, 29. Juli:

Vergrößerung
- des Landkreises Kehl um Teile der Stadt Kehl (erste Teilfreigabe der Stadt, die von Frankreich annektiert war, weitere Freigaben, insgesamt 42, bis zum 8. April 1953)

| Datum          | Stadtkreise Anzahl | Landkreise Anzahl |
| -------------- | ------------------ | ----------------- |
| 23. Mai 1949   | 3                  | 18                |
| 24. April 1952 | 3                  | 18                |

## Baden-Württemberg
Das Land Baden-Württemberg ist am 25. April 1952 durch Fusion der Länder Baden, Württemberg-Baden und Württemberg-Hohenzollern entstanden.
Die einzige Kreis(gebiets)reform in Baden-Württemberg fand mit Wirkung vom 1. Januar 1973 statt. Alle weiteren hier aufgeführten Änderungen der Kreisgrenzen sind auf kleinere, nicht grundlegende Reformen zurückzuführen, bei denen es sich hauptsächlich um Gemeindegebietsreformen handelte. Meistens wurden Gemeinden in bestehende Gemeinden eingemeindet, manchmal wurde auch eine neue Gemeinde gebildet.
Bereits zum 1. Januar 1969 waren durch Landesgesetz eine Reihe von Exklaven auf Landkreisebene bereinigt worden (siehe auch: Territoriale Besonderheiten in Südwestdeutschland nach 1810).
Bei der Gründung des Landes existierten die folgenden Stadt- und Landkreise:
Stadtkreise: Baden-Baden, Freiburg im Breisgau, Heidelberg, Heilbronn, Karlsruhe, Konstanz, Mannheim, Pforzheim, Stuttgart und Ulm
Landkreise: Aalen, Backnang, Balingen, Biberach, Böblingen, Bruchsal, Buchen, Bühl, Calw, Crailsheim, Donaueschingen, Ehingen, Emmendingen, Eßlingen, Freiburg, Freudenstadt, Göppingen, Hechingen, Heidelberg, Heidenheim, Heilbronn, Horb, Karlsruhe, Kehl, Konstanz, Künzelsau, Lahr, Leonberg, Lörrach, Ludwigsburg, Mannheim, Mergentheim, Mosbach, Müllheim, Münsingen, Neustadt, Nürtingen, Offenburg, Öhringen, Pforzheim, Rastatt, Ravensburg, Reutlingen, Rottweil, Saulgau, Säckingen, Schwäbisch Gmünd, Schwäbisch Hall, Sigmaringen, Sinsheim, Stockach, Tauberbischofsheim, Tettnang, Tübingen, Tuttlingen, Überlingen, Ulm, Vaihingen, Villingen, Waiblingen, Waldshut, Wangen und Wolfach
- 1952, 1. Mai:

Vergrößerung
- des Landkreises Heilbronn um die Gemeinde Bad Wimpfen des Landkreises Sinsheim

- 1953, 8. April:

Vergrößerung
- des Landkreises Kehl um Teile der Stadt Kehl (letzte [42.] Teilfreigabe der Stadt, die französisch besetzt war, weitere Freigaben ab dem 29. Juli 1949)

- 1953, 1. Oktober:

Eingliederung
- des Stadtkreises Konstanz in den Landkreis Konstanz

- 1956, 10. November:

Umbenennung
- des Landkreises Neustadt in Landkreis Hochschwarzwald

- 1964, 16. Oktober:

Änderung der Schreibweise
- des Landkreises Eßlingen in Landkreis Esslingen

- 1969, 1. Januar:

Gebietsaustausch
- zwischen den Landkreisen Sigmaringen und Überlingen

Vergrößerung
- des Landkreises Saulgau um die Gemeinde Burgau des Landkreises Sigmaringen (Eingemeindung nach Dürmentingen)
- des Landkreises Ravensburg um die Gemeinde Adelsreute des Landkreises Überlingen
- des Landkreises Rottweil um die Gemeinde Wilflingen des Landkreises Hechingen
- des Landkreises Wangen um die Gemeinde Achberg des Landkreises Sigmaringen

- 1970, 1. Januar:

Vergrößerung
- des Stadtkreises Heilbronn um die Gemeinde Klingenberg des Landkreises Heilbronn

- 1971, 1. Januar:

Vergrößerung
- des Landkreises Donaueschingen um die Gemeinde Nordhalden des Landkreises Konstanz (Eingemeindung nach Blumberg)
- des Landkreises Freudenstadt um die Gemeinde Reutin des Landkreises Rottweil (Eingemeindung nach Alpirsbach)
- des Landkreises Göppingen um die Gemeinde Türkheim des Landkreises Ulm (Eingemeindung nach Geislingen an der Steige)
- des Landkreises Heilbronn um die Gemeinde Korb des Landkreises Buchen (Eingemeindung nach Möckmühl)
- des Landkreises Waldshut um die Gemeinde Schlageten des Landkreises Säckingen (Zusammenschluss mit Immeneich [Landkreis Waldshut] zur neuen Gemeinde Albtal, jetzt St. Blasien)

- 1971, 1. September:

Vergrößerung
- des Stadtkreises Freiburg im Breisgau um die Gemeinde Lehen des Landkreises Freiburg
- des Stadtkreises Pforzheim um die Gemeinde Würm des Landkreises Pforzheim
- des Stadtkreises Ulm um die Gemeinde Jungingen des Landkreises Ulm
- des Landkreises Aalen um die Gemeinde Untergröningen des Landkreises Schwäbisch Gmünd (Eingemeindung nach Abtsgmünd)
- des Landkreises Balingen um die Gemeinde Heinstetten des Landkreises Stockach (Eingemeindung nach Meßstetten)
- des Landkreises Böblingen um die Gemeinde Dachtel des Landkreises Calw (Eingemeindung nach Aidlingen)
- des Landkreises Bruchsal um die Gemeinde Landshausen des Landkreises Sinsheim (Zusammenschluss mit acht Gemeinden des Landkreises Bruchsal zur neuen Stadt Kraichtal)
- des Landkreises Heilbronn um die Gemeinde Unterkessach des Landkreises Buchen (Eingemeindung nach Widdern)
- des Landkreises Karlsruhe um die Gemeinde Ittersbach des Landkreises Pforzheim (Zusammenschluss mit vier Gemeinden des Landkreises Karlsruhe zur neuen Gemeinde Karlsbad)
- des Landkreises Reutlingen um Gemeinden des Landkreises Münsingen
- des Landkreises Villingen um Gemeinden des Landkreises Donaueschingen

- 1971, 1. Dezember:

Gebietsaustausch
- zwischen den Landkreisen Hechingen und Horb

Vergrößerung
- des Stadtkreises Freiburg im Breisgau um die Gemeinde Opfingen des Landkreises Freiburg
- des Landkreises Calw um Gemeinden des Landkreises Horb
- des Landkreises Donaueschingen um die Gemeinde Urach des Landkreises Hochschwarzwald (Eingemeindung nach Vöhrenbach)
- des Landkreises Kehl um die Gemeinde Nesselried des Landkreises Offenburg (Eingemeindung nach Appenweier)
- des Landkreises Müllheim um die Gemeinde Biengen des Landkreises Freiburg (Eingemeindung nach Bad Krozingen)
- des Landkreises Sigmaringen um die Gemeinde Wangen des Landkreises Überlingen (Eingemeindung nach Ostrach)
- des Landkreises Sinsheim um die Gemeinde Kleingartach des Landkreises Heilbronn (Eingemeindung nach Eppingen)
- des Landkreises Stockach um Gemeinden des Landkreises Sigmaringen
- des Landkreises Tettnang um die Gemeinde Raderach des Landkreises Überlingen (Eingemeindung nach Friedrichshafen)

- 1972, 1. Januar:

Eingliederung
- des Landkreises Villingen in den Landkreis Villingen-Schwenningen

Neubildung
- des Landkreises Villingen-Schwenningen aus dem Landkreis Villingen, Gemeinden des Landkreises Donaueschingen und der Gemeinde Schwenningen am Neckar des Landkreises Rottweil (Zusammenschluss mit Villingen im Schwarzwald zur Gemeinde Villingen-Schwenningen)

Vergrößerung
- des Stadtkreises Baden-Baden um die Gemeinde Ebersteinburg des Landkreises Rastatt
- des Stadtkreises Karlsruhe um die Gemeinden Hohenwettersbach und Stupferich des Landkreises Karlsruhe
- des Stadtkreises Ulm um die Gemeinde Unterweiler des Landkreises Ulm
- des Landkreises Bruchsal um Gemeinden des Landkreises Sinsheim bei Abtretung der Gemeinde Neudorf an den Landkreis Karlsruhe (Zusammenschluss mit Graben zur Gemeinde Graben-Neudorf)
- des Landkreises Karlsruhe um die Gemeinde Neudorf des Landkreises Bruchsal (Zusammenschluss mit Graben [Landkreis Karlsruhe] zur neuen Gemeinde Graben-Neudorf) bei Abtretung von Gemeinden an den Stadtkreis Karlsruhe
- des Landkreises Ludwigsburg um die Gemeinde Gronau des Landkreises Heilbronn (Eingemeindung nach Oberstenfeld)
- des Landkreises Mannheim um die Gemeinde Altenbach des Landkreises Heidelberg (Eingemeindung nach Schriesheim)
- des Landkreises Münsingen um die Gemeinde Suppingen des Landkreises Ulm (Eingemeindung nach Laichingen)
- des Landkreises Öhringen um Gemeinden des Landkreises Schwäbisch Hall und um die Gemeinde Muthof des Landkreises Künzelsau (Eingemeindung nach Forchtenberg)
- des Landkreises Reutlingen um die Gemeinde Trochtelfingen des Landkreises Sigmaringen
- des Landkreises Säckingen um die Gemeinde Degerfelden des Landkreises Lörrach (Eingemeindung nach Rheinfelden (Baden))
- des Landkreises Stockach um die Gemeinde Storzingen des Landkreises Sigmaringen (Eingemeindung nach Stetten am kalten Markt)
- des Landkreises Tauberbischofsheim um die Gemeinde Deubach des Landkreises Mergentheim (Eingemeindung nach Königshofen, jetzt Lauda-Königshofen)
- des Landkreises Ulm um die Gemeinde Ringingen des Landkreises Ehingen (Eingemeindung nach Erbach (Donau))

- 1972, 1. Februar:

Vergrößerung
- des Stadtkreises Ulm um die Gemeinde Mähringen des Landkreises Ulm
- des Landkreises Mosbach um die Gemeinde Kleineicholzheim des Landkreises Buchen (Eingemeindung nach Schefflenz)
- des Landkreises Sigmaringen um die Gemeinde Egelfingen des Landkreises Saulgau (Eingemeindung nach Langenenslingen)

- 1972, 1. März:

Vergrößerung
- des Landkreises Ehingen um die Gemeinde Justingen des Landkreises Münsingen (Eingemeindung nach Schelklingen)
- des Landkreises Göppingen um die Gemeinde Waldhausen des Landkreises Ulm (Eingemeindung nach Geislingen an der Steige)
- des Landkreises Heilbronn um die Gemeinde Ruchsen des Landkreises Buchen (Eingemeindung nach Möckmühl)
- des Landkreises Horb um die Gemeinde Fischingen des Landkreises Hechingen (Eingemeindung nach Sulz am Neckar)
- des Landkreises Karlsruhe um die Gemeinde Neibsheim des Landkreises Bruchsal (Eingemeindung nach Bretten)
- des Landkreises Sinsheim um die Gemeinde Heinsheim des Landkreises Mosbach (Eingemeindung nach Bad Rappenau)

- 1972, 1. April:

Vergrößerung
- des Stadtkreises Pforzheim um die Gemeinde Hohenwart des Landkreises Pforzheim
- des Landkreises Ehingen um Gemeinden des Landkreises Münsingen
- des Landkreises Göppingen um die Gemeinde Maitis des Landkreises Schwäbisch Gmünd (Eingemeindung nach Göppingen)
- des Landkreises Karlsruhe um die Gemeinde Waldprechtsweier des Landkreises Rastatt (Eingemeindung nach Malsch)
- des Landkreises Konstanz um die Gemeinde Beuren an der Aach des Landkreises Stockach (Eingemeindung nach Singen am Hohentwiel)
- des Landkreises Künzelsau um die Gemeinde Gaisbach des Landkreises Öhringen (Eingemeindung nach Künzelsau)
- des Landkreises Pforzheim um die Gemeinde Niebelsbach des Landkreises Calw (Zusammenschluss mit drei Gemeinden des Landkreises Pforzheim zur neuen Gemeinde Keltern)
- des Landkreises Tettnang um die Gemeinde Kluftern des Landkreises Überlingen (Eingemeindung nach Friedrichshafen)
- des Landkreises Tübingen um die Gemeinde Bieringen des Landkreises Horb (Eingemeindung nach Rottenburg am Neckar)
- des Landkreises Villingen-Schwenningen um Gemeinden des Landkreises Donaueschingen

- 1972, 1. Mai:

Vergrößerung
- des Landkreises Hochschwarzwald um die Gemeinde Mettenberg des Landkreises Waldshut (Eingemeindung nach Grafenhausen)
- des Landkreises Horb um die Gemeinde Dettlingen des Landkreises Hechingen (Eingemeindung nach Horb am Neckar)

- 1972, 1. Juni:

Vergrößerung
- des Landkreises Tuttlingen um die Gemeinde Eßlingen des Landkreises Donaueschingen (Eingemeindung nach Tuttlingen)

- 1972, 1. Juli:

Vergrößerung
- des Stadtkreises Baden-Baden um die Gemeinden Neuweier, Steinbach und Varnhalt des Landkreises Bühl
- des Stadtkreises Freiburg im Breisgau um die Gemeinde Waltershofen des Landkreises Freiburg
- des Stadtkreises Heilbronn um die Gemeinde Kirchhausen des Landkreises Heilbronn
- des Landkreises Ludwigsburg um die Gemeinde Rielingshausen des Landkreises Backnang (Eingemeindung nach Marbach am Neckar)
- des Landkreises Überlingen um die Gemeinde Otterswang des Landkreises Sigmaringen (Eingemeindung nach Pfullendorf)

- 1972, 1. Dezember:

Vergrößerung
- des Landkreises Mergentheim um die Gemeinde Dainbach des Landkreises Tauberbischofsheim (Eingemeindung nach Bad Mergentheim)
- des Landkreises Reutlingen um die Gemeinde Hengen des Landkreises Münsingen (Eingemeindung nach Bad Urach)
- des Landkreises Tübingen um Gemeinden des Landkreises Horb

- 1972, 31. Dezember:

Vergrößerung
- des Landkreises Heilbronn um die Gemeinde Stein am Kocher des Landkreises Mosbach (Eingemeindung nach Neuenstadt am Kocher)

- 1973, 1. Januar:

Auflösung
- des Landkreises Backnang und Aufteilung auf die Landkreise Ludwigsburg, Ostalbkreis, Rems-Murr-Kreis (Hauptteil) und Schwäbisch Hall
- des Landkreises Buchen und Aufteilung auf die Landkreise Hohenlohekreis, Odenwaldkreis (Hauptteil) und Tauberkreis
- des Landkreises Bühl und Aufteilung auf die Landkreise Ortenaukreis und Rastatt (Hauptteil)
- des Landkreises Crailsheim und Aufteilung auf die Landkreise Hohenlohekreis, Ostalbkreis und Schwäbisch Hall (Hauptteil)
- des Landkreises Donaueschingen und Aufteilung auf die Landkreise Breisgau-Hochschwarzwald, Konstanz, Schwarzwald-Baar-Kreis (Hauptteil) und Tuttlingen
- des Landkreises Ehingen und Aufteilung auf die Landkreise Alb-Donau-Kreis (Hauptteil) und Biberach
- des Landkreises Freiburg und Aufteilung auf den Stadtkreis Freiburg im Breisgau und die Landkreise Breisgau-Hochschwarzwald (Hauptteil) und Emmendingen
- des Landkreises Hechingen und Aufteilung auf die Landkreise Freudenstadt, Reutlingen, Rottweil und Zollernalbkreis (Hauptteil)
- des Landkreises Hochschwarzwald und Aufteilung auf die Landkreise Breisgau-Hochschwarzwald (Hauptteil) und Waldshut
- des Landkreises Horb und Aufteilung auf die Landkreise Calw, Freudenstadt (Hauptteil), Rottweil und Tübingen
- des Landkreises Kehl und Aufteilung auf die Landkreise Ortenaukreis (Hauptteil) und Rastatt
- des Landkreises Leonberg und Aufteilung auf die Landkreise Böblingen (Hauptteil), Enzkreis und Ludwigsburg
- des Landkreises Mosbach und Aufteilung auf die Landkreise Heilbronn, Odenwaldkreis (Hauptteil) und Rhein-Neckar-Kreis
- des Landkreises Müllheim und Aufteilung auf die Landkreise Breisgau-Hochschwarzwald (Hauptteil) und Lörrach
- des Landkreises Münsingen und Aufteilung auf die Landkreise Alb-Donau-Kreis und Reutlingen (Hauptteil)
- des Landkreises Nürtingen und Aufteilung auf die Landkreise Esslingen (Hauptteil) und Reutlingen
- des Landkreises Öhringen und Aufteilung auf die Landkreise Heilbronn und Hohenlohekreis (Hauptteil)
- des Landkreises Säckingen und Aufteilung auf die Landkreise Lörrach und Waldshut (Hauptteil)
- des Landkreises Saulgau und Aufteilung auf die Landkreise Biberach, Ravensburg, Reutlingen und Sigmaringen (Hauptteil)
- des Landkreises Schwäbisch Gmünd und Aufteilung auf die Landkreise Ostalbkreis (Hauptteil) und Rems-Murr-Kreis
- des Landkreises Sinsheim und Aufteilung auf die Landkreise Heilbronn, Karlsruhe und Rhein-Neckar-Kreis (Hauptteil)
- des Landkreises Stockach und Aufteilung auf die Landkreise Konstanz (Hauptteil), Sigmaringen, Tuttlingen und Zollernalbkreis
- des Landkreises Überlingen und Aufteilung auf die Landkreise Bodenseekreis (Hauptteil) und Sigmaringen
- des Landkreises Vaihingen und Aufteilung auf die Landkreise Enzkreis, Karlsruhe und Ludwigsburg (Hauptteil)
- des Landkreises Villingen-Schwenningen und Aufteilung auf die Landkreise Rottweil und Schwarzwald-Baar-Kreis (Hauptteil)
- des Landkreises Wolfach und Aufteilung auf die Landkreise Freudenstadt, Ortenaukreis (Hauptteil) und Rottweil

Eingliederung
- des Landkreises Aalen in den Ostalbkreis
- des Landkreises Balingen in den Zollernalbkreis
- des Landkreises Bruchsal in den Landkreis Karlsruhe
- des Landkreises Heidelberg in den Rhein-Neckar-Kreis
- des Landkreises Künzelsau in den Hohenlohekreis
- des Landkreises Lahr in den Ortenaukreis
- des Landkreises Mannheim in den Rhein-Neckar-Kreis
- des Landkreises Mergentheim in den Tauberkreis
- des Landkreises Offenburg in den Ortenaukreis
- des Landkreises Pforzheim in den Enzkreis
- des Landkreises Tauberbischofsheim in den Tauberkreis
- des Landkreises Tettnang in den Bodenseekreis
- des Landkreises Ulm in den Alb-Donau-Kreis
- des Landkreises Waiblingen in den Rems-Murr-Kreis
- des Landkreises Wangen in den Landkreis Ravensburg

Gebietsaustausch
- zwischen den Landkreisen Reutlingen und Sigmaringen
- zwischen den Landkreisen Reutlingen und Tübingen

Neubildung
- des Alb-Donau-Kreises aus dem Landkreis Ulm und Gemeinden der Landkreise Biberach, Ehingen und Münsingen
- des Bodenseekreises aus dem Landkreis Tettnang und Gemeinden des Landkreises Überlingen
- des Landkreises Breisgau-Hochschwarzwald aus Gemeinden der Landkreise Freiburg, Hochschwarzwald und Müllheim sowie der Gemeinde Unadingen des Landkreises Donaueschingen
- des Enzkreises aus dem Landkreis Pforzheim und Gemeinden der Landkreise Calw, Leonberg und Vaihingen
- des Hohenlohekreises aus dem Landkreis Künzelsau, Gemeinden des Landkreises Öhringen und den Gemeinden Krautheim des Landkreises Buchen und Simprechtshausen des Landkreises Crailsheim
- des Odenwaldkreises (später Neckar-Odenwald-Kreis) aus Gemeinden der Landkreise Buchen und Mosbach
- des Ortenaukreises aus den Landkreisen Lahr und Offenburg und Gemeinden der Landkreise Bühl, Kehl und Wolfach
- des Ostalbkreises aus dem Landkreis Aalen und Gemeinden der Landkreise Crailsheim und Schwäbisch Gmünd sowie der Gemeinde Gschwend des Landkreises Backnang
- des Rems-Murr-Kreises aus dem Landkreis Waiblingen, Gemeinden des Landkreises Backnang sowie der Gemeinde Alfdorf des Landkreises Schwäbisch Gmünd
- des Rhein-Neckar-Kreises aus den Landkreisen Heidelberg und Mannheim, Gemeinden des Landkreises Sinsheim und der Gemeinde Lindach des Landkreises Mosbach
- des Schwarzwald-Baar-Kreises aus dem Landkreis Villingen-Schwenningen, Gemeinden der Landkreise Donaueschingen und Rottweil sowie der Gemeinde Tuningen des Landkreises Tuttlingen
- des Tauberkreises (später Main-Tauber-Kreis) aus den Landkreisen Mergentheim und Tauberbischofsheim und Gemeinden des Landkreises Buchen
- des Zollernalbkreises aus dem Landkreis Balingen und Gemeinden der Landkreise Hechingen und Sigmaringen sowie der Gemeinde Hartheim aus dem Landkreis Stockach

Vergrößerung
- des Stadtkreises Freiburg im Breisgau um die Gemeinde Tiengen des Landkreises Freiburg
- des Stadtkreises Karlsruhe um die Gemeinde Wolfartsweier des Landkreises Karlsruhe
- des Landkreises Biberach um Gemeinden der Landkreise Ehingen, Saulgau und Sigmaringen bei Abtretung von Gemeinden an den Alb-Donau-Kreis und der Gemeinde Unterschwarzach an den Landkreis Ravensburg
- des Landkreises Böblingen um Gemeinden des Landkreises Leonberg und um die Gemeinde Deckenpfronn des Landkreises Calw
- des Landkreises Calw um Gemeinden des Landkreises Horb und um die Gemeinde Fünfbronn des Landkreises Freudenstadt bei Abtretung von Gemeinden an den Enzkreis und der Gemeinden Deckenpfronn an den Landkreis Böblingen sowie Loffenau an den Landkreis Rastatt
- des Landkreises Emmendingen um die Gemeinde Jechtingen des Landkreises Freiburg
- des Landkreises Esslingen um Gemeinden des Landkreises Nürtingen
- des Landkreises Freudenstadt um Gemeinden der Landkreise Hechingen, Horb, Rottweil und Wolfach bei Abtretung der Gemeinde Fünfbronn an den Landkreis Calw
- des Landkreises Heilbronn um Gemeinden der Landkreise Mosbach, Öhringen und Sinsheim sowie um die Gemeinde Finsterrot des Landkreises Schwäbisch Hall
- des Landkreises Karlsruhe um den Landkreis Bruchsal, Gemeinden des Landkreises Sinsheim sowie um die Gemeinde Oberderdingen des Landkreises Vaihingen bei Abtretung der Gemeinde Wolfartsweier an den Stadtkreis Karlsruhe
- des Landkreises Konstanz um Gemeinden der Landkreise Sigmaringen und Stockach sowie die Gemeinde Stetten des Landkreises Donaueschingen
- des Landkreises Lörrach um Gemeinden der Landkreise Müllheim und Säckingen
- des Landkreises Ludwigsburg um Gemeinden der Landkreise Leonberg und Vaihingen sowie die Gemeinde Affalterbach des Landkreises Backnang
- des Landkreises Rastatt um Gemeinden der Landkreise Bühl und Kehl sowie die Gemeinde Loffenau des Landkreises Calw
- des Landkreises Ravensburg um den Landkreis Wangen, Gemeinden des Landkreises Saulgau sowie die Gemeinde Unterschwarzach des Landkreises Biberach
- des Landkreises Reutlingen um Gemeinden des Landkreises Münsingen und die Gemeinden Hörschwag des Landkreises Hechingen, Grafenberg des Landkreises Nürtingen, Upflamör des Landkreises Saulgau sowie Steinhilben des Landkreises Sigmaringen
- des Landkreises Rottweil um Gemeinden der Landkreise Horb und Wolfach sowie die Gemeinden Glatt des Landkreises Hechingen und Tennenbronn des Landkreises Villingen-Schwenningen bei Abtretung von Gemeinden an die Landkreise Freudenstadt und Schwarzwald-Baar-Kreis
- des Landkreises Schwäbisch Hall um Gemeinden der Landkreise Backnang und Crailsheim bei Abtretung der Gemeinde Finsterrot an den Landkreis Heilbronn
- des Landkreises Sigmaringen um Gemeinden der Landkreise Saulgau, Stockach und Überlingen bei Abtretung von Gemeinden an die Landkreise Biberach und Zollernalbkreis sowie der Gemeinden Steinhilben an den Landkreis Reutlingen und Bärenthal an den Landkreis Tuttlingen
- des Landkreises Tübingen um Gemeinden des Landkreises Horb
- des Landkreises Tuttlingen um Gemeinden der Landkreise Donaueschingen und Stockach sowie die Gemeinde Bärenthal des Landkreises Sigmaringen bei Abtretung der Gemeinde Tuningen an den Schwarzwald-Baar-Kreis
- des Landkreises Waldshut um Gemeinden der Landkreise Hochschwarzwald und Säckingen

- 1973, 1. Februar:

Vergrößerung
- des Zollernalbkreises um die Gemeinde Schörzingen des Landkreises Rottweil (Eingemeindung nach Schömberg)

- 1973, 1. Juli:

Vergrößerung
- des Stadtkreises Freiburg im Breisgau um die Gemeinde Munzingen des Landkreises Breisgau-Hochschwarzwald

- 1973, 1. September:

Vergrößerung
- des Stadtkreises Freiburg im Breisgau um die Gemeinde Hochdorf des Landkreises Breisgau-Hochschwarzwald
- des Landkreises Breisgau-Hochschwarzwald um die Gemeinde Schönenbach des Landkreises Waldshut (Eingemeindung nach Schluchsee) bei Abtretung der Gemeinde Hochdorf an den Stadtkreis Freiburg im Breisgau

- 1974, 1. Januar:

Umbenennung
- des Tauberkreises in Main-Tauber-Kreis

Vergrößerung
- des Stadtkreises Baden-Baden um die Gemeinde Haueneberstein des Landkreises Rastatt
- des Stadtkreises Heilbronn um die Gemeinde Biberach des Landkreises Heilbronn
- des Stadtkreises Karlsruhe um die Gemeinde Grötzingen des Landkreises Karlsruhe
- des Stadtkreises Pforzheim um die Gemeinde Büchenbronn des Enzkreises
- des Landkreises Emmendingen um die Gemeinde Kiechlinsbergen des Landkreises Breisgau-Hochschwarzwald (Eingemeindung nach Endingen am Kaiserstuhl)
- des Landkreises Rottweil um die Gemeinde Deißlingen des Schwarzwald-Baar-Kreises

- 1974, 1. April:

Vergrößerung
- des Stadtkreises Heilbronn um die Gemeinden Frankenbach und Horkheim des Landkreises Heilbronn
- des Landkreises Emmendingen um die Gemeinde Leiselheim des Landkreises Breisgau-Hochschwarzwald (Eingemeindung nach Sasbach am Kaiserstuhl)
- des Landkreises Rottweil um die Gemeinde Busenweiler des Landkreises Freudenstadt (Eingemeindung nach Dornhan)

- 1974, 1. Mai:

Vergrößerung
- des Stadtkreises Ulm um die Gemeinde Eggingen des Alb-Donau-Kreises

- 1974, 1. Juli:

Vergrößerung
- des Stadtkreises Freiburg im Breisgau um die Gemeinden Ebnet und Kappel des Landkreises Breisgau-Hochschwarzwald
- des Stadtkreises Ulm um die Gemeinden Donaustetten, Einsingen, Ermingen und Gögglingen des Alb-Donau-Kreises
- des Zollernalbkreises um die Gemeinde Hörschwag des Landkreises Reutlingen (Eingemeindung nach Burladingen)

- 1974, 10. September:

Umbenennung
- des Odenwaldkreises in Neckar-Odenwald-Kreis (Verwechslungsmöglichkeit mit dem Odenwaldkreis in Hessen)

- 1974, 1. Oktober:

Vergrößerung
- des Landkreises Calw um die Gemeinde Garrweiler des Landkreises Freudenstadt (Eingemeindung nach Altensteig)

- 1975, 1. Januar:

Vergrößerung
- des Stadtkreises Baden-Baden um die Gemeinde Sandweier des Landkreises Rastatt
- des Stadtkreises Heidelberg um die Gemeinde Ziegelhausen des Rhein-Neckar-Kreises
- des Stadtkreises Karlsruhe um die Gemeinde Wettersbach des Landkreises Karlsruhe
- des Stadtkreises Pforzheim um die Gemeinde Huchenfeld des Enzkreises
- des Stadtkreises Ulm um die Gemeinde Lehr des Alb-Donau-Kreises
- des Landkreises Esslingen um Gemeinden des Landkreises Böblingen
- des Landkreises Schwäbisch Hall um die Gemeinde Stimpfach des Ostalbkreises

- 1975, 14. Februar:

Vergrößerung
- des Stadtkreises Karlsruhe um die Gemeinde Neureut des Landkreises Karlsruhe

- 1975, 20. September:

Vergrößerung
- des Stadtkreises Pforzheim um die Gemeinde Eutingen an der Enz des Enzkreises

- 1978, 1. Januar:

Vergrößerung
- des Stadtkreises Freiburg im Breisgau um die Gemeinde Mundenhof des Landkreises Breisgau-Hochschwarzwald

| Datum           | Stadtkreise Veränderung | Landkreise Veränderung | Stadtkreise Anzahl | Landkreise Anzahl |
| --------------- | ----------------------- | ---------------------- | ------------------ | ----------------- |
| 25. April 1952  |                         |                        | 10                 | 63                |
| 1. Oktober 1953 | − 1                     | 0                      | 9                  | 63                |
| 1. Januar 1973  | 0                       | − 28                   | 9                  | 35                |
| 2. Oktober 1990 |                         |                        | 9                  | 35                |

## Bayern
Der Freistaat Bayern gehört seit dem 23. Mai 1949 der Bundesrepublik Deutschland an.
Die einzige Kreis(gebiets)reform in Bayern fand mit Wirkung vom 1. Juli 1972 statt. Alle weiteren hier aufgeführten Änderungen der Kreisgrenzen sind auf kleinere, nicht grundlegende Reformen zurückzuführen, bei denen es sich hauptsächlich um Gemeindegebietsreformen handelte. Manchmal wurden Gemeinden in bestehende Gemeinden eingemeindet, manchmal wurde auch eine neue Gemeinde gebildet.
Der Freistaat hatte es den neugebildeten Landkreisen überlassen, ihren Namen zu ändern und/oder den Sitz der Kreisverwaltung zu verlegen. Viele Landkreise machten von der Möglichkeit der Namensänderung Gebrauch. Zwei Landkreise änderten zugleich den Sitz der Kreisverwaltung. Diese Maßnahmen traten landesweit am 1. Mai 1973 in Kraft.
Bei der Gründung der Bundesrepublik existierten im Land die folgenden kreisfreien Städte und Landkreise:
Kreisfreie Städte: Amberg, Ansbach, Aschaffenburg, Augsburg, Bad Kissingen, Bad Reichenhall, Bamberg, Bayreuth, Coburg, Deggendorf, Dillingen a.d.Donau, Eichstätt, Erlangen, Forchheim, Freising, Fürth, Günzburg, Hof, Ingolstadt, Kaufbeuren, Kempten (Allgäu), Kitzingen, Kulmbach, Landsberg, Landshut, Marktredwitz, Memmingen, München, Neuburg a.d.Donau, Neumarkt i.d.OPf., Neustadt b.Coburg, Neu-Ulm, Nördlingen, Nürnberg, Passau, Regensburg, Rosenheim, Rothenburg ob der Tauber, Schwabach, Schwandorf i.Bay., Schweinfurt, Selb, Straubing, Traunstein, Weiden i.d.OPf., Weißenburg i.Bay. und Würzburg
Landkreise: Aichach, Altötting, Alzenau i.UFr., Amberg, Ansbach, Aschaffenburg, Augsburg, Bad Aibling, Bad Kissingen, Bad Neustadt a.d.Saale, Bad Tölz, Bamberg, Bayreuth, Beilngries, Berchtesgaden, Bogen, Brückenau, Burglengenfeld, Cham, Coburg, Dachau, Deggendorf, Dillingen a.d.Donau, Dingolfing, Dinkelsbühl, Donauwörth, Ebermannstadt, Ebern, Ebersberg, Eggenfelden, Eichstätt, Erding, Erlangen, Eschenbach i.d.OPf., Feuchtwangen, Forchheim, Freising, Friedberg, Fürstenfeldbruck, Fürth, Füssen, Garmisch-Partenkirchen, Gemünden, Gerolzhofen, Grafenau, Griesbach, Günzburg, Gunzenhausen, Hammelburg, Haßfurt, Hersbruck, Hilpoltstein, Höchstadt a.d.Aisch, Hof, Hofheim i.UFr., Illertissen, Ingolstadt, Karlstadt, Kaufbeuren, Kelheim, Kemnath, Kempten (Allgäu), Kitzingen, Königshofen i.Grabfeld, Kötzting, Kronach, Krumbach (Schwaben), Kulmbach, Landau a.d.Isar, Landsberg, Landshut, Lauf (Pegnitz), Laufen, Lichtenfels, Lohr, Mainburg, Mallersdorf, Marktheidenfeld, Marktoberdorf, Mellrichstadt, Memmingen, Miesbach, Miltenberg, Mindelheim, Mühldorf, Münchberg, München, Nabburg, Naila, Neuburg a.d.Donau, Neumarkt i.d.OPf., Neunburg vorm Wald, Neustadt a.d.Aisch, Neustadt a.d.Waldnaab, Neu-Ulm, Nördlingen, Nürnberg, Obernburg, Oberviechtach, Ochsenfurt, Parsberg, Passau, Pegnitz, Pfaffenhofen a.d.Ilm, Pfarrkirchen, Regen, Regensburg, Rehau, Riedenburg, Roding, Rosenheim, Rothenburg ob der Tauber, Rottenburg, Scheinfeld, Schongau, Schrobenhausen, Schwabach, Schwabmünchen, Schweinfurt, Sonthofen, Stadtsteinach, Staffelstein, Starnberg, Straubing, Sulzbach-Rosenberg, Tirschenreuth, Traunstein, Uffenheim, Viechtach, Vilsbiburg, Vilshofen, Vohenstrauß, Waldmünchen, Wasserburg a.Inn, Wegscheid, Weilheim, Weißenburg i.Bay., Wertingen, Wolfratshausen, Wolfstein, Wunsiedel und  Würzburg
- 1951:

Umbenennung
- des Landkreises Lohr in Landkreis Lohr a.Main

- 1951, 1. April:

Vergrößerung
- des Landkreises Eichstätt um die Gemeinde Sornhüll des Landkreises Hilpoltstein

- 1952, 1. August:

Vergrößerung
- des Landkreises Fürstenfeldbruck um den Stadtteil Gröbenzell der kreisfreien Stadt München (Zusammenschluss mit Teilen von drei Gemeinden des Landkreises Fürstenfeldbruck zu einer neuen Gemeinde)

- 1953:

Umbenennung
- der kreisfreien Stadt Landsberg in Landsberg a.Lech
- des Landkreises Landsberg in Landkreis Landsberg a.Lech

- 1955:

Umbenennung
- des Landkreises Griesbach in Landkreis Griesbach i.Rottal

- 1955, 1. September:

Rückgliederung
- der kreisfreien Stadt Lindau (Bodensee) und des Landkreises Lindau (Bodensee) in den Freistaat Bayern

- 1959:

Umbenennung
- des Landkreises Rottenburg in Landkreis Rottenburg a.d.Laaber

- 1961:

Umbenennung
- des Landkreises Gemünden in Landkreis Gemünden a.Main
- des Landkreises Lauf (Pegnitz) in Landkreis Lauf a.d.Pegnitz
- des Landkreises Mühldorf in Landkreis Mühldorf a.Inn
- des Landkreises Obernburg in Landkreis Obernburg a.Main

- 1962, 1. Januar:

Vergrößerung
- der kreisfreien Stadt Ingolstadt um die Gemeinde Unsernherrn des Landkreises Ingolstadt

- 1963, 1. Januar:

Vergrößerung
- des Landkreises Amberg um die Gemeinden Adertshausen und Hohenburg des Landkreises Parsberg

- 1965:

Umbenennung
- des Landkreises Weilheim in Landkreis Weilheim i.OB

- 1967, 1. Januar:

Vergrößerung
- der kreisfreien Stadt Erlangen um die Gemeinde Kosbach des Landkreises Höchstadt a.d.Aisch

- 1967, 1. Juli:

Vergrößerung
- der kreisfreien Stadt Rosenheim um die Gemeinde Happing des Landkreises Rosenheim

- 1969, 1. Juli:

Vergrößerung
- der kreisfreien Stadt Ingolstadt um die Gemeinde Friedrichshofen des Landkreises Ingolstadt

- 1970, 1. Januar:

Vergrößerung
- des Landkreises Traunstein um die Gemeinde Lauter des Landkreises Laufen (Eingemeindung nach Surberg)

- 1970, 8. April:

Umbenennung
- des Landkreises Brückenau in Landkreis Bad Brückenau

- 1970, 1. Juli:

Vergrößerung
- des Landkreises Lindau (Bodensee) um die Gemeinde Stiefenhofen des Landkreises Sonthofen

- 1970, 1. Oktober:

Vergrößerung
- der kreisfreien Stadt Ansbach um die Gemeinde Eyb des Landkreises Ansbach
- des Landkreises Altötting um die Gemeinde Mörmoosen des Landkreises Mühldorf a.Inn (Eingemeindung nach Tüßling)

- 1971, 1. Mai:

Vergrößerung
- des Landkreises Ingolstadt um die Gemeinde Gotteshofen des Landkreises Pfaffenhofen a.d.Ilm (Eingemeindung nach Reichertshofen)

- 1971, 1. Juli:

Vergrößerung
- des Landkreises Feuchtwangen um die Gemeinden Heinersdorf und Königshofen a.d.Heide des Landkreises Dinkelsbühl (Eingemeindung nach Bechhofen)
- des Landkreises Neustadt a.d.Aisch um die Gemeinde Buch des Landkreises Uffenheim (Eingemeindung nach Trautskirchen)

- 1972, 1. Januar:

Vergrößerung
- der kreisfreien Stadt Bayreuth um die Gemeinde Oberkonnersreuth des Landkreises Bayreuth
- der kreisfreien Stadt Coburg um die Gemeinden Lützelbuch, Rögen und Seidmannsdorf des Landkreises Coburg
- der kreisfreien Stadt Landshut um die Gemeinde Münchnerau des Landkreises Landshut
- der kreisfreien Stadt Neustadt bei Coburg um die Gemeinde Ketschenbach des Landkreises Coburg
- der kreisfreien Stadt Straubing um die Gemeinden Hornstorf und Kagers des Landkreises Straubing
- des Landkreises Fürth um die Gemeinde Kirchfembach des Landkreises Neustadt a.d.Aisch (Eingemeindung nach Langenzenn)

- 1972, 1. Juli:

Auflösung
- des Landkreises Aichach und Aufteilung auf die Landkreise Augsburg-Ost (Hauptteil) und Dachau
- des Landkreises Augsburg und Aufteilung auf die kreisfreie Stadt Augsburg, den Landkreis Augsburg-West (Hauptteil) und den Günzkreis
- des Landkreises Bad Aibling und Aufteilung auf die Landkreise München und Rosenheim (Hauptteil)
- des Landkreises Beilngries und Aufteilung auf die Landkreise Eichstätt (Hauptteil) und Neumarkt i.d.OPf.
- des Landkreises Bogen und Aufteilung auf die Landkreise Deggendorf und Straubing-Bogen (Hauptteil)
- des Landkreises Burglengenfeld und Aufteilung auf die Landkreise Amberg, Regensburg und Schwandorf i.Bay. (Hauptteil)
- des Landkreises Donauwörth und Aufteilung auf die Landkreise Augsburg-West, Nördlingen-Donauwörth (Hauptteil) und Weißenburg i.Bay.
- des Landkreises Ebermannstadt und Aufteilung auf die Landkreise Bamberg, Bayreuth, Forchheim (Hauptteil) und Kulmbach
- des Landkreises Ebern und Aufteilung auf die Landkreise Bamberg und Coburg und den Haßberg-Kreis (Hauptteil)
- des Landkreises Eggenfelden und Aufteilung auf die Landkreise Passau, Rottal (Hauptteil) und Untere Isar
- des Landkreises Eschenbach i.d.OPf. und Aufteilung auf die Landkreise Amberg, Bayreuth, Lauf a.d.Pegnitz und Neustadt a.d.Waldnaab (Hauptteil)
- des Landkreises Feuchtwangen und Aufteilung auf die kreisfreie Stadt Ansbach und den Landkreis Ansbach
- des Landkreises Friedberg und Aufteilung auf die Landkreise Augsburg-Ost (Hauptteil) und Dachau
- des Landkreises Gerolzhofen und Aufteilung auf den Haßberg-Kreis und die Landkreise Kitzingen, Schweinfurt (Hauptteil) und Würzburg
- des Landkreises Griesbach i.Rottal und Aufteilung auf die Landkreise Passau (Hauptteil) und Rottal
- des Landkreises Gunzenhausen und Aufteilung auf die Landkreise Ansbach, Nördlingen-Donauwörth, Roth b.Nürnberg und Weißenburg i.Bay. (Hauptteil)
- des Landkreises Hammelburg und Aufteilung auf die Landkreise Bad Kissingen (Hauptteil) und Schweinfurt
- des Landkreises Hilpoltstein und Aufteilung auf die Landkreise Eichstätt, Neumarkt i.d.OPf., Roth b.Nürnberg (Hauptteil) und Weißenburg i.Bay.
- des Landkreises Höchstadt a.d.Aisch und Aufteilung auf die kreisfreie Stadt Erlangen und die Landkreise Bamberg und Erlangen (Hauptteil)
- des Landkreises Hofheim i.UFr. und Aufteilung auf den Haßberg-Kreis (Hauptteil) und den Landkreis Schweinfurt
- des Landkreises Illertissen und Aufteilung auf den Illerkreis (Hauptteil) und den Landkreis Mindelheim
- des Landkreises Ingolstadt und Aufteilung auf die kreisfreie Stadt Ingolstadt und die Landkreise Eichstätt und Pfaffenhofen a.d.Ilm
- des Landkreises Karlstadt und Aufteilung auf die Landkreise Bad Kissingen, Mittelmain (Hauptteil), Schweinfurt und Würzburg
- des Landkreises Kaufbeuren und Aufteilung auf die kreisfreie Stadt Kaufbeuren und die Landkreise Landsberg a.Lech, Marktoberdorf (Hauptteil) und Mindelheim
- des Landkreises Kemnath und Aufteilung auf die Landkreise Bayreuth und Tirschenreuth (Hauptteil)
- des Landkreises Kempten (Allgäu) und Aufteilung auf die kreisfreie Stadt Kempten (Allgäu) und den Landkreis Oberallgäu
- des Landkreises Kötzting und Aufteilung auf die Landkreise Cham (Hauptteil) und Regen
- des Landkreises Krumbach (Schwaben) und Aufteilung auf den Günzkreis (Hauptteil) und den Landkreis Mindelheim
- des Landkreises Landau a.d.Isar und Aufteilung der Gemeinden auf die Landkreise Deggendorf und Untere Isar
- des Landkreises Laufen und Aufteilung auf die Landkreise Altötting, Bad Reichenhall (Hauptteil) und Traunstein
- des Landkreises Lohr a.Main und Aufteilung auf die Landkreise Aschaffenburg und Mittelmain (Hauptteil)
- des Landkreises Mainburg und Aufteilung auf die Landkreise Freising, Kelheim (Hauptteil), Landshut und Pfaffenhofen a.d.Ilm
- des Landkreises Mallersdorf und Aufteilung auf die Landkreise Landshut, Regensburg, Straubing-Bogen (Hauptteil) und Untere Isar
- des Landkreises Marktheidenfeld und Aufteilung auf die Landkreise Miltenberg, Mittelmain (Hauptteil) und Würzburg
- des Landkreises Memmingen und Aufteilung auf die kreisfreie Stadt Memmingen und den Landkreis Mindelheim
- des Landkreises Münchberg und Aufteilung auf die Landkreise Bayreuth und Hof (Hauptteil)
- des Landkreises Nabburg und Aufteilung auf die Landkreise Amberg und Schwandorf i.Bay. (Hauptteil)
- des Landkreises Neunburg vorm Wald und Aufteilung auf die Landkreise Cham und Schwandorf i.Bay. (Hauptteil)
- des Landkreises Nürnberg und Aufteilung auf die kreisfreie Stadt Nürnberg und die Landkreise Fürth und Lauf a.d.Pegnitz (Hauptteil)
- des Landkreises Obernburg a.Main und Aufteilung auf die Landkreise Aschaffenburg und Miltenberg (Hauptteil)
- des Landkreises Oberviechtach und Aufteilung auf die Landkreise Cham und Schwandorf i.Bay. (Hauptteil)
- des Landkreises Parsberg und Aufteilung auf die Landkreise Kelheim, Neumarkt i.d.OPf. (Hauptteil) und Regensburg
- des Landkreises Pegnitz und Aufteilung auf die Landkreise Bayreuth (Hauptteil), Forchheim und Lauf a.d.Pegnitz
- des Landkreises Rehau und Aufteilung auf die Landkreise Hof (Hauptteil) und Wunsiedel
- des Landkreises Riedenburg und Aufteilung auf die Landkreise Eichstätt, Kelheim (Hauptteil) und Neumarkt in der Oberpfalz
- des Landkreises Roding und Aufteilung auf die Landkreise Cham (Hauptteil) und Schwandorf i.Bay.
- des Landkreises Rothenburg ob der Tauber und Aufteilung auf die Landkreise Ansbach (Hauptteil) und Neustadt a.d.Aisch
- des Landkreises Rottenburg an der Laaber und Aufteilung auf die Landkreise Kelheim, Landshut (Hauptteil) und Regensburg
- des Landkreises Scheinfeld und Aufteilung auf die Landkreise Erlangen, Kitzingen und Neustadt a.d.Aisch (Hauptteil)
- des Landkreises Schongau und Aufteilung auf die Landkreise Garmisch-Partenkirchen, Landsberg a.Lech und Weilheim i.OB (Hauptteil)
- des Landkreises Schrobenhausen und Aufteilung auf die Landkreise Augsburg-Ost, Neuburg a.d.Donau (Hauptteil) und Pfaffenhofen a.d.Ilm
- des Landkreises Schwabach und Aufteilung auf die kreisfreien Städte Nürnberg und Schwabach und auf die Landkreise Ansbach und Roth b.Nürnberg (Hauptteil)
- des Landkreises Stadtsteinach und Aufteilung auf die Landkreise Kronach und Kulmbach (Hauptteil)
- des Landkreises Staffelstein und Aufteilung auf die Landkreise Bamberg, Coburg und Lichtenfels (Hauptteil)
- des Landkreises Straubing und Aufteilung auf die kreisfreie Stadt Straubing und den Landkreis Straubing-Bogen
- des Landkreises Uffenheim und Aufteilung auf die Landkreise Kitzingen und Neustadt a.d.Aisch (Hauptteil)
- des Landkreises Vilsbiburg und Aufteilung auf die Landkreise Landshut (Hauptteil), Rottal und Untere Isar
- des Landkreises Vilshofen und Aufteilung auf die Landkreise Deggendorf und Passau (Hauptteil)
- des Landkreises Wasserburg a.Inn und Aufteilung auf die Landkreise Ebersberg, Erding, Mühldorf a.Inn und Rosenheim (Hauptteil)
- des Landkreises Wertingen und Aufteilung auf die Landkreise Augsburg-West (Hauptteil) und Dillingen a.d.Donau (mit der ehemaligen Kreisstadt Wertingen)
- des Landkreises Wolfratshausen und Aufteilung auf die Landkreise Bad Tölz (Hauptteil), Miesbach, München und Starnberg

Eingliederung
- der kreisfreien Stadt Bad Kissingen in den Landkreis Bad Kissingen
- der kreisfreien Stadt Bad Reichenhall in den Landkreis Bad Reichenhall
- der kreisfreien Stadt Deggendorf in den Landkreis Deggendorf
- der kreisfreien Stadt Dillingen an der Donau in den Landkreis Dillingen a.d.Donau
- der kreisfreien Stadt Eichstätt in den Landkreis Eichstätt
- der kreisfreien Stadt Forchheim in den Landkreis Forchheim
- der kreisfreien Stadt Freising in den Landkreis Freising
- der kreisfreien Stadt Günzburg in den Günzkreis
- der kreisfreien Stadt Kitzingen in den Landkreis Kitzingen
- der kreisfreien Stadt Kulmbach in den Landkreis Kulmbach
- der kreisfreien Stadt Landsberg a.Lech in den Landkreis Landsberg a.Lech
- der kreisfreien Stadt Lindau (Bodensee) in den Landkreis Lindau (Bodensee)
- der kreisfreien Stadt Marktredwitz in den Landkreis Wunsiedel
- der kreisfreien Stadt Neuburg an der Donau in den Landkreis Neuburg a.d.Donau
- der kreisfreien Stadt Neumarkt in der Oberpfalz in den Landkreis Neumarkt i.d.OPf.
- der kreisfreien Stadt Neustadt bei Coburg in den Landkreis Coburg
- der kreisfreien Stadt Neu-Ulm in den Illerkreis (später Landkreis Neu-Ulm)
- der kreisfreien Stadt Nördlingen in den Landkreis Nördlingen-Donauwörth
- der kreisfreien Stadt Rothenburg ob der Tauber in den Landkreis Ansbach
- der kreisfreien Stadt Schwandorf i.Bay. in den Landkreis Schwandorf i.Bay.
- der kreisfreien Stadt Selb in den Landkreis Wunsiedel
- der kreisfreien Stadt Traunstein in den Landkreis Traunstein
- der kreisfreien Stadt Weißenburg in Bayern in den Landkreis Weißenburg i.Bay.
- des Landkreises Alzenau i.UFr. in den Landkreis Aschaffenburg
- des Landkreises Bad Brückenau in den Landkreis Bad Kissingen
- des Landkreises Berchtesgaden in den Landkreis Bad Reichenhall
- des Landkreises Dingolfing in den Landkreis Untere Isar
- des Landkreises Dinkelsbühl in den Landkreis Ansbach
- des Landkreises Füssen in den Landkreis Marktoberdorf
- des Landkreises Gemünden a.Main in den Landkreis Mittelmain
- des Landkreises Grafenau in den Landkreis Freyung
- des Landkreises Günzburg in den Günzkreis
- des Landkreises Haßfurt in den Haßberg-Kreis
- des Landkreises Hersbruck in den Landkreis Lauf a.d.Pegnitz
- des Landkreises Königshofen i.Grabfeld in den Landkreis Bad Neustadt a.d.Saale
- des Landkreises Mellrichstadt in den Landkreis Bad Neustadt a.d.Saale
- des Landkreises Naila in den Landkreis Hof
- des Landkreises Neu-Ulm in den Illerkreis
- des Landkreises Nördlingen in den Landkreis Nördlingen-Donauwörth
- des Landkreises Ochsenfurt in den Landkreis Würzburg
- des Landkreises Pfarrkirchen in den Landkreis Rottal
- des Landkreises Schwabmünchen in den Landkreis Augsburg-West
- des Landkreises Sonthofen in den Landkreis Oberallgäu
- des Landkreises Sulzbach-Rosenberg in den Landkreis Amberg
- des Landkreises Viechtach in den Landkreis Regen
- des Landkreises Vohenstrauß in den Landkreis Neustadt a.d.Waldnaab
- des Landkreises Waldmünchen in den Landkreis Cham
- des Landkreises Wegscheid in den Landkreis Passau
- des Landkreises Wolfstein in den Landkreis Freyung

Gebietsaustausch
- zwischen den Landkreisen Ansbach und Neustadt a.d.Aisch
- zwischen den Landkreisen Fürstenfeldbruck und Landsberg a.Lech
- zwischen den Landkreisen Kronach und Lichtenfels

Neubildung
- des Landkreises Augsburg-Ost (später Landkreis Aichach-Friedberg) aus Gemeinden der Landkreise Aichach, Friedberg, Fürstenfeldbruck und Neuburg a.d.Donau sowie der Gemeinde Grimolzhausen des Landkreises Schrobenhausen (Eingemeindung nach Pöttmes)
- des Landkreises Augsburg-West (später Landkreis Augsburg) aus dem Landkreis Schwabmünchen und Gemeinden der Landkreise Augsburg, Donauwörth, Neuburg a.d.Donau und Wertingen sowie der Gemeinde Traunried des Landkreises Mindelheim
- des Landkreises Bad Reichenhall (später Landkreis Berchtesgadener Land) aus der kreisfreien Stadt Bad Reichenhall, dem Landkreis Berchtesgaden und Gemeinden des Landkreises Laufen
- des Landkreises Freyung (später Landkreis Freyung-Grafenau) aus den Landkreisen Grafenau und Wolfstein
- des Günzkreises (später Landkreis Günzburg) aus der kreisfreien Stadt Günzburg, den Landkreisen Günzburg und Krumbach (Schwaben) und Gemeinden des Landkreises Augsburg
- des Haßberg-Kreises (später Landkreis Haßberge) aus dem Landkreis Haßfurt und Gemeinden der Landkreise Ebern, Gerolzhofen und Hofheim i.UFr. sowie der Gemeinde Koppenwind des Landkreises Bamberg (Zusammenschluss mit sechs Gemeinden des Landkreises Haßfurt und zwei Gemeinden des Landkreises Gerolzhofen zur Gemeinde Rauhenebrach)
- des Illerkreises (später Landkreis Neu-Ulm) aus der kreisfreien Stadt Neu-Ulm und dem Landkreis Neu-Ulm sowie Gemeinden des Landkreises Illertissen
- des Landkreises Mittelmain (später Landkreis Main-Spessart) aus dem Landkreis Gemünden a.Main und Gemeinden der Landkreise Karlstadt, Lohr a.Main und Marktheidenfeld
- des Landkreises Nördlingen-Donauwörth (später Landkreis Donau-Ries) aus der kreisfreien Stadt Nördlingen, dem Landkreis Nördlingen und Gemeinden der Landkreise Donauwörth und Neuburg a.d.Donau sowie der Gemeinden Tapfheim des Landkreises Dillingen a.d.Donau und Steinhart des Landkreises Gunzenhausen
- des Landkreises Oberallgäu aus dem Landkreis Sonthofen und Gemeinden des Landkreises Kempten (Allgäu)
- des Landkreises Roth b.Nürnberg (später Landkreis Roth) aus Gemeinden der Landkreise Gunzenhausen, Hilpoltstein und Schwabach sowie der Gemeinde Mühlstetten des Landkreises Weißenburg i.Bay.
- des Landkreises Rottal (später Landkreis Rottal-Inn) aus Gemeinden der Landkreise Eggenfelden, Griesbach im Rottal, Pfarrkirchen und Vilsbiburg
- des Landkreises Schwandorf i.Bay. (später Landkreis Schwandorf) aus der kreisfreien Stadt Schwandorf i.Bay. und Gemeinden der Landkreise Burglengenfeld, Nabburg, Neunburg vorm Wald, Oberviechtach und Roding sowie der Gemeinde Wulkersdorf des Landkreises Regensburg
- des Landkreises Straubing-Bogen aus dem Landkreis Bogen und Gemeinden der Landkreise Mallersdorf, Regensburg und Straubing
- des Landkreises Untere Isar (später Landkreis Dingolfing-Landau) aus den Landkreisen Dingolfing und Landau a.d.Isar sowie Gemeinden der Landkreise Mallersdorf und Vilsbiburg und der Gemeinde Simbach des Landkreises Eggenfelden

Vergrößerung
- der kreisfreien Stadt Amberg um die Gemeinden Ammersricht, Gailoh, Karmensölden und Raigering des Landkreises Amberg
- der kreisfreien Stadt Ansbach um die Gemeinden Bernhardswinden, Brodswinden, Claffheim, Elpersdorf, Hennenbach, Neuses b. Ansbach und Schalkhausen des Landkreises Ansbach und um die Gemeinde Claffheim des Landkreises Feuchtwangen
- der kreisfreien Stadt Augsburg um die Gemeinden Göggingen, Haunstetten und Inningen des Landkreises Augsburg
- der kreisfreien Stadt Bamberg um die Gemeinden Bug, Gaustadt und Wildensorg des Landkreises Bamberg
- der kreisfreien Stadt Bayreuth um die Gemeinde Laineck des Landkreises Bayreuth
- der kreisfreien Stadt Coburg um die Gemeinden Beiersdorf bei Coburg, Creidlitz und Scheuerfeld des Landkreises Coburg
- der kreisfreien Stadt Erlangen um die Gemeinden Eltersdorf, ⁠Frauenaurach, Hüttendorf, Klosterwald, Kriegenbrunn, Mönau und Tennenlohe des Landkreises Erlangen sowie die Gemeinde Großdechsendorf des Landkreises Höchstadt a.d.Aisch
- der kreisfreien Stadt Fürth um die Gemeinden Sack, Stadeln und Vach des Landkreises Fürth
- der kreisfreien Stadt Hof um die Gemeinde Unterkotzau des Landkreises Hof
- der kreisfreien Stadt Ingolstadt um die Gemeinden Brunnenreuth, Dünzlau, Etting, Gerolfing, Hagau, Irgertsheim, Mailing, Mühlhausen, Oberhaunstadt, Pettenhofen und Zuchering des Landkreises Ingolstadt
- der kreisfreien Stadt Kaufbeuren um die Gemeinden Hirschzell, Kleinkemnat und Oberbeuren des Landkreises Kaufbeuren
- der kreisfreien Stadt Kempten (Allgäu) um die Gemeinden Sankt Lorenz und Sankt Mang des Landkreises Kempten (Allgäu)
- der kreisfreien Stadt Landshut um die Gemeinde Schönbrunn des Landkreises Landshut
- der kreisfreien Stadt Memmingen um die Gemeinden Amendingen und Buxach des Landkreises Memmingen
- der kreisfreien Stadt Nürnberg um die Gemeinden Boxdorf, Großgründlach und Neunhof     des Landkreises Fürth, die Gemeinden Brunn und Fischbach des Landkreises Nürnberg sowie die Gemeinden Katzwang, Kornburg und Worzeldorf des Landkreises Schwabach
- der kreisfreien Stadt Passau um die Gemeinden Grubweg, Hals, Hacklberg und Heining des Landkreises Passau
- der kreisfreien Stadt Schwabach um die Gemeinden Penzendorf und Wolkersdorf des Landkreises Schwabach
- der kreisfreien Stadt Straubing um die Gemeinden Alburg und Ittling des Landkreises Straubing
- der kreisfreien Stadt Weiden i.d.OPf. um die Gemeinden Frauenricht, Muglhof und Neunkirchen b.Weiden des Landkreises Neustadt a.d.Waldnaab
- des Landkreises Altötting um die Gemeinde Tyrlaching des Landkreises Laufen
- des Landkreises Amberg (später Landkreis Amberg-Sulzbach) um den Landkreis Sulzbach-Rosenberg und Gemeinden der Landkreise Eschenbach i.d.OPf. und Neumarkt i.d.OPf. sowie die Gemeinden Schmidmühlen des Landkreises Burglengenfeld, Kemnath am Buchberg des Landkreises Nabburg und Holzhammer des Landkreises Neustadt a.d.Waldnaab bei Abtretung von Gemeinden an die kreisfreie Stadt Amberg
- des Landkreises Ansbach um die kreisfreie Stadt Rothenburg ob der Tauber und den Landkreis Dinkelsbühl sowie Gemeinden der Landkreise Feuchtwangen, Gunzenhausen, Rothenburg ob der Tauber und Schwabach und die Gemeinde Dietenhofen des Landkreises Neustadt a.d.Aisch bei Abtretung von Gemeinden an die kreisfreie Stadt Ansbach
- des Landkreises Aschaffenburg um den Landkreis Alzenau i.UFr. und Gemeinden des Landkreises Obernburg a.Main sowie die Gemeinde Rothenbuch des Landkreises Lohr a.Main
- des Landkreises Bad Kissingen um die kreisfreie Stadt Bad Kissingen und den Landkreis Bad Brückenau sowie Gemeinden der Landkreise Landkreises Hammelburg und Karlstadt bei Abtretung der Gemeinde Strahlungen an den Bad Neustadt a.d.Saale
- des Landkreises Bad Neustadt a.d.Saale (später Landkreis Rhön-Grabfeld) um die Landkreise Königshofen i.Grabfeld und Mellrichstadt sowie die Gemeinde Strahlungen des Landkreises Bad Kissingen
- des Landkreises Bad Tölz (später Landkreis Bad Tölz-Wolfratshausen) um Gemeinden des Landkreises Wolfratshausen und die Gemeinde Schlehdorf des Landkreises Weilheim i.OB
- des Landkreises Bamberg um Gemeinden der Landkreise Ebermannstadt, Ebern, Höchstadt a.d.Aisch und Staffelstein bei Abtretung von Gemeinden an die kreisfreie Stadt Bamberg und die Landkreise Erlangen und Forchheim sowie der Gemeinde Koppenwind an den Haßberg-Kreis (Zusammenschluss mit sechs Gemeinden des Landkreises Haßfurt und zwei Gemeinden des Landkreises Gerolzhofen zur Gemeinde Rauhenebrach)
- des Landkreises Bayreuth um Gemeinden der Landkreise Ebermannstadt, Eschenbach i.d.OPf., Kemnath, Kulmbach, Münchberg und Pegnitz bei Abtretung von Gemeinden an die kreisfreie Stadt Bayreuth
- des Landkreises Cham um den Landkreis Waldmünchen und um Gemeinden der Landkreise Kötzting, Neunburg vorm Wald, Oberviechtach und Roding sowie die Gemeinde Rettenbach des Landkreises Regensburg
- des Landkreises Coburg um die kreisfreie Stadt Neustadt b.Coburg, Gemeinden des Landkreises Staffelstein und die Gemeinde Heilgersdorf des Landkreises Ebern bei Abtretung von Gemeinden an die kreisfreie Stadt Coburg und an den Landkreis Kronach
- des Landkreises Dachau um Gemeinden der Landkreise Aichach und Friedberg und die Gemeinde Ebertshausen des Landkreises Fürstenfeldbruck (Eingemeindung nach Odelzhausen) bei Abtretung der Gemeinde Fahrenzhausen an den Landkreis Freising
- des Landkreises Deggendorf um die kreisfreie Stadt Deggendorf, Gemeinden des Landkreises Vilshofen und die Gemeinden Bernried des Landkreises Bogen sowie Lailling des Landkreises Landau a.d.Isar
- des Landkreises Dillingen a.d.Donau um die kreisfreie Stadt Dillingen a.d.Donau und Gemeinden des Landkreises Wertingen bei Abtretung der Gemeinde Tapfheim an den Landkreis Nördlingen-Donauwörth
- des Landkreises Ebersberg um die Gemeinde Sankt Christoph des Landkreises Wasserburg am Inn (Eingemeindung nach Steinhöring)
- des Landkreises Eichstätt um die kreisfreie Stadt Eichstätt und Gemeinden der Landkreise Beilngries, Hilpoltstein, Ingolstadt und Riedenburg
- des Landkreises Erding um Gemeinden des Landkreises Wasserburg a.Inn und die Gemeinde Schwindkirchen des Landkreises Mühldorf a.Inn (Eingemeindung nach Dorfen)
- des Landkreises Erlangen (später Landkreis Erlangen-Höchstadt) um Gemeinden der Landkreise Bamberg, Höchstadt a.d.Aisch und Lauf a.d.Pegnitz und die Gemeinden Weppersdorf des Landkreises Forchheim sowie Gleißenberg des Landkreises Scheinfeld bei Abtretung von Gemeinden an die kreisfreie Stadt Erlangen
- des Landkreises Forchheim um die kreisfreie Stadt Forchheim und um Gemeinden der Landkreise Bamberg, Ebermannstadt und Pegnitz bei Abtretung von Gemeinden an den Landkreis Lauf a.d.Pegnitz und der Gemeinde Weppersdorf an den Landkreis Erlangen
- des Landkreises Freising um die kreisfreie Stadt Freising, Gemeinden des Landkreises Mainburg und die Gemeinde Fahrenzhausen des Landkreises Dachau
- des Landkreises Fürth um die Gemeinde Wilhermsdorf des Landkreises Neustadt a.d.Aisch und die Gemeinde Stein bei Nürnberg des Landkreises Nürnberg bei Abtretung von Gemeinden an die kreisfreien Städte Fürth und Nürnberg
- des Landkreises Garmisch-Partenkirchen um Gemeinden des Landkreises Weilheim i.OB und die Gemeinde Bayersoien des Landkreises Schongau
- des Landkreises Hof um den Landkreis Naila, Gemeinden der Landkreise Münchberg und Rehau sowie die Gemeinde Dürrenwaid des Landkreises Kronach bei Abtretung der Gemeinde Unterkotzau an die kreisfreie Stadt Hof
- des Landkreises Kelheim um Gemeinden der Landkreise Mainburg, Riedenburg und Rottenburg a.d.Laaber und die Gemeinde Painten des Landkreises Parsberg bei Abtretung der Gemeinde Bergmatting an den Landkreis Regensburg (Eingemeindung nach Sinzing)
- des Landkreises Kitzingen um die kreisfreie Stadt Kitzingen und Gemeinden der Landkreise Gerolzhofen, Scheinfeld und Uffenheim bei Abtretung von Gemeinden an den Landkreis Würzburg
- des Landkreises Kronach um Gemeinden des Landkreises Coburg und die Gemeinde Seibelsdorf des Landkreises Stadtsteinach bei Abtretung der Gemeinde Dürrenwaid an den Landkreis Hof (Eingemeindung nach Geroldsgrün)
- des Landkreises Kulmbach um die kreisfreie Stadt Kulmbach, Gemeinden des Landkreises Stadtsteinach sowie die Gemeinde Wonsees des Landkreises Ebermannstadt bei Abtretung von Gemeinden an den Landkreis Bayreuth
- des Landkreises Landsberg a.Lech um die kreisfreie Stadt Landsberg a.Lech und Gemeinden der Landkreise Kaufbeuren und Schongau
- des Landkreises Landshut um Gemeinden der Landkreise Mainburg, Mallersdorf, Rottenburg a.d.Laaber und Vilsbiburg bei Abtretung von Gemeinden an die kreisfreie Stadt Landshut
- des Landkreises Lauf a.d.Pegnitz (später Landkreis Nürnberger Land) um den Landkreis Hersbruck, Gemeinden der Landkreise Forchheim und Nürnberg sowie die Gemeinden Neuhaus an der Pegnitz des Landkreises Eschenbach i.d.OPf. und Höfen des Landkreises Pegnitz bei Abtretung von Gemeinden an den Landkreis Erlangen
- des Landkreises Lichtenfels um Gemeinden des Landkreises Staffelstein
- des Landkreises Lindau (Bodensee) um die kreisfreie Stadt Lindau (Bodensee)
- des Landkreises Marktoberdorf (später Landkreis Ostallgäu) um den Landkreis Füssen und Gemeinden des Landkreises Kaufbeuren bei Abtretung der Gemeinde Ingenried an den Landkreis Weilheim i.OB
- des Landkreises Miesbach um die Gemeinde Otterfing des Landkreises Wolfratshausen
- des Landkreises Miltenberg um Gemeinden der Landkreise Marktheidenfeld und Obernburg a.Main
- des Landkreises Mindelheim (später Landkreis Unterallgäu) um Gemeinden der Landkreise Illertissen, Krumbach (Schwaben) und Memmingen und die Gemeinde Schlingen des Landkreises Kaufbeuren (Eingemeindung nach Bad Wörishofen) bei Abtretung der Gemeinde Traunried an den Landkreis Augsburg-West
- des Landkreises Mühldorf a.Inn um Gemeinden des Landkreises Wasserburg a.Inn bei Abtretung von Gemeinden an den Landkreis Traunstein und der Gemeinde Schwindkirchen an den Landkreis Erding (Eingemeindung nach Dorfen)
- des Landkreises München um Gemeinden des Landkreises Wolfratshausen und die Gemeinde Helfendorf des Landkreises Bad Aibling
- des Landkreises Neuburg a.d.Donau (später Landkreis Neuburg-Schrobenhausen) um die kreisfreie Stadt Neuburg a.d.Donau und Gemeinden des Landkreises Schrobenhausen bei Abtretung von Gemeinden an die Landkreise Augsburg-Ost, Augsburg-West und Nördlingen-Donauwörth
- des Landkreises Neumarkt i.d.OPf. um die kreisfreie Stadt Neumarkt i.d.OPf. und um Gemeinden der Landkreise Beilngries, Hilpoltstein und Parsberg sowie die Gemeinde Dietfurt a.d.Altmühl des Landkreises Riedenburg bei Abtretung von Gemeinden an den Landkreis Amberg
- des Landkreises Neustadt a.d.Aisch (später Landkreis Neustadt a.d.Aisch-Bad Windsheim) um Gemeinden der Landkreise Rothenburg ob der Tauber, Scheinfeld und Uffenheim bei Abtretung der Gemeinden Dietenhofen an den Landkreis Ansbach und Wilhermsdorf an den Landkreis Fürth
- des Landkreises Neustadt a.d.Waldnaab um die Landkreise Eschenbach i.d.Oberpfalz und Vohenstrauß bei Abtretung von Gemeinden an die kreisfreie Stadt Weiden i.d.OPf. und an den Landkreis Tirschenreuth sowie der Gemeinde Holzhammer an den Landkreis Amberg
- des Landkreises Passau um den Landkreis Wegscheid und Gemeinden der Landkreise Griesbach i.Rottal und Vilshofen sowie der Gemeinde Pörndorf des Landkreises Eggenfelden (Eingemeindung nach Aldersbach) bei Abtretung von Gemeinden an die kreisfreie Stadt Passau
- des Landkreises Pfaffenhofen a.d.Ilm um Gemeinden der Landkreise Ingolstadt und Schrobenhausen sowie die Gemeinde Larsbach des Landkreises Mainburg
- des Landkreises Regen um den Landkreis Viechtach und die Gemeinde Lohberg des Landkreises Kötzting
- des Landkreises Regensburg um Gemeinden der Landkreise Burglengenfeld, Mallersdorf, Parsberg und Rottenburg a.d.Laaber sowie die Gemeinde Bergmatting des Landkreises Kelheim (Eingemeindung nach Sinzing) bei Abtretung von Gemeinden an den Landkreis Straubing-Bogen sowie der Gemeinden Rettenbach an den Landkreis Cham und Wulkersdorf an den Landkreis Schwandorf i.Bay.
- des Landkreises Rosenheim um Gemeinden der Landkreise Bad Aibling und Wasserburg a.Inn
- des Landkreises Schweinfurt um Gemeinden der Landkreise Gerolzhofen, Hammelburg, Hofheim i.UFr. und Karlstadt
- des Landkreises Starnberg um Gemeinden des Landkreises Wolfratshausen
- des Landkreises Tirschenreuth um Gemeinden der Landkreise Kemnath und Neustadt a.d.Waldnaab
- des Landkreises Traunstein um die kreisfreie Stadt Traunstein und Gemeinden der Landkreise Laufen und Mühldorf a.Inn
- des Landkreises Weilheim i.OB (später Landkreis Weilheim-Schongau) um Gemeinden des Landkreises Schongau und die Gemeinde Ingenried des Landkreises Marktoberdorf bei Abtretung von Gemeinden an den Landkreis Garmisch-Partenkirchen und der Gemeinde Schlehdorf an den Landkreis Bad Tölz
- des Landkreises Weißenburg i.Bay. (später Landkreis Weißenburg-Gunzenhausen) um die kreisfreie Stadt Weißenburg i.Bay. und Gemeinden der Landkreise Donauwörth, Gunzenhausen und Hilpoltstein bei Abtretung der Gemeinde Mühlstetten an den Landkreis Roth b.Nürnberg
- des Landkreises Wunsiedel (später Landkreis Wunsiedel im Fichtelgebirge) um die kreisfreien Städte Marktredwitz und Selb sowie Gemeinden des Landkreises Rehau
- des Landkreises Würzburg um den Landkreis Ochsenfurt und Gemeinden der Landkreise Gerolzhofen, Karlstadt, Kitzingen und Marktheidenfeld

- 1973, 1. Mai:

Umbenennung
- des Landkreises Amberg in Landkreis Amberg-Sulzbach
- des Landkreises Augsburg-Ost in Landkreis Aichach-Friedberg
- des Landkreises Augsburg-West in Landkreis Augsburg
- des Landkreises Bad Neustadt a.d.Saale in Landkreis Rhön-Grabfeld
- des Landkreises Bad Reichenhall in Landkreis Berchtesgadener Land
- des Landkreises Bad Tölz in Landkreis Bad Tölz-Wolfratshausen
- des Landkreises Erlangen in Landkreis Erlangen-Höchstadt
- des Landkreises Freyung in Landkreis Freyung-Grafenau
- des Günzkreises in Landkreis Günzburg
- des Haßberg-Kreises in Landkreis Haßberge
- des Illerkreises in Landkreis Neu-Ulm
- des Landkreises Lauf a.d.Pegnitz in Landkreis Nürnberger Land
- des Landkreises Marktoberdorf in Landkreis Ostallgäu
- des Landkreises Mindelheim in Landkreis Unterallgäu
- des Landkreises Mittelmain in Landkreis Main-Spessart
- des Landkreises Neuburg a.d.Donau in Landkreis Neuburg-Schrobenhausen
- des Landkreises Neustadt a.d.Aisch in Landkreis Neustadt a.d.Aisch-Bad Windsheim
- des Landkreises Nördlingen-Donauwörth in Landkreis Donau-Ries
- des Landkreises Roth b.Nürnberg in Landkreis Roth
- des Landkreises Rottal in Landkreis Rottal-Inn
- des Landkreises Schwandorf i.Bay. in Landkreis Schwandorf
- des Landkreises Untere Isar in Landkreis Dingolfing-Landau
- des Landkreises Weilheim i.OB in Landkreis Weilheim-Schongau
- des Landkreises Weißenburg i.Bay. in Landkreis Weißenburg-Gunzenhausen
- des Landkreises Wunsiedel in Landkreis Wunsiedel i.Fichtelgebirge

- 1974, 1. Januar:

Vergrößerung
- der kreisfreien Stadt Würzburg um die Gemeinde Rottenbauer des Landkreises Würzburg
- des Landkreises Regensburg um die Gemeinde Wulkersdorf des Landkreises Schwandorf (Eingemeindung nach Bernhardswald)

- 1974, 1. Juli:

Vergrößerung
- der kreisfreien Stadt Landshut um die Gemeinde Frauenberg (Hauptteil) des Landkreises Landshut

- 1975, 1. Januar:

Vergrößerung
- des Landkreises Lichtenfels um die Gemeinde Freiberg des Landkreises Coburg (Eingemeindung nach Eggenbach)

- 1975, 1. April:

Vergrößerung
- der kreisfreien Stadt Aschaffenburg um die Gemeinde Gailbach des Landkreises Aschaffenburg

- 1976, März:

Vergrößerung
- des Landkreises Kronach um den Ortsteil Kleinlichtenhain der Gemeinde Lichtenhain bei Gräfenthal des Kreises Neuhaus am Rennweg, Bezirk Suhl, Deutsche Demokratische Republik (Eingliederung in die Gemeinde Kleintettau)

- 1976, 1. Juli:

Vergrößerung
- der kreisfreien Stadt Bayreuth um die Gemeinden Aichig, Oberpreuschwitz, Seulbitz und Thiergarten des Landkreises Bayreuth
- der kreisfreien Stadt Coburg um die Gemeinde Neu- und Neershof des Landkreises Coburg
- der kreisfreien Stadt Memmingen um die Gemeinden Eisenburg, Dickenreishausen und Steinheim des Landkreises Unterallgäu
- der kreisfreien Stadt Würzburg um Gemeinden Unterdürrbach und Oberdürrbach des Landkreises Würzburg
- des Landkreises Aschaffenburg um die Gemeinde Wiesen des Landkreises Main-Spessart
- des Landkreises Kronach um die Gemeinde Gössersdorf des Landkreises Kulmbach (Eingemeindung nach Weißenbrunn)
- des Landkreises Nürnberger Land um die Gemeinde Beerbach des Landkreises Erlangen-Höchstadt
- des Landkreises Wunsiedel i.Fichtelgebirge um Teile der Gemeinde Lengenfeld bei Groschlattengrün des Landkreises Tirschenreuth (Eingemeindung nach Marktredwitz)

- 1977, 1. Januar:

Vergrößerung
- der kreisfreien Stadt Coburg um die Gemeinde Bertelsdorf des Landkreises Coburg
- der kreisfreien Stadt Hof um die Gemeinde Leimitz des Landkreises Hof
- der kreisfreien Stadt Regensburg um die Gemeinden Burgweinting, Harting und Oberisling des Landkreises Regensburg
- des Landkreises Forchheim um die Gemeinde Rosenbach des Landkreises Erlangen-Höchstadt (Eingemeindung nach Neunkirchen am Brand)
- des Landkreises Hof um die Gemeinden Gösmes und Enchenreuth des Landkreises Kulmbach (Eingemeindung nach Helmbrechts)

- 1978, 1. Januar:

Vergrößerung
- der kreisfreien Stadt Würzburg um die Gemeinden Lengfeld und Versbach des Landkreises Würzburg
- des Landkreises Coburg um die Gemeinde Neuensorg des Landkreises Lichtenfels (Eingemeindung nach Weidhausen b.Coburg)
- des Landkreises Kitzingen um die Gemeinde Ilmenau des Landkreises Bamberg (Eingemeindung nach Geiselwind) bei Abtretung der Gemeinde Bullenheim an den Landkreis Neustadt a.d.Aisch-Bad Windsheim (Eingemeindung nach Ippesheim)
- des Landkreises Neustadt a.d.Aisch-Bad Windsheim um die Gemeinde Bullenheim des Landkreises Kitzingen (Eingemeindung nach Ippesheim)

- 1978, 1. Mai:

Gebietsaustausch
- zwischen den Landkreisen Bamberg und Erlangen-Höchstadt

Vergrößerung
- der kreisfreien Stadt Aschaffenburg um die Gemeinde Obernau des Landkreises Aschaffenburg
- der kreisfreien Stadt Hof um die Gemeinde Wölbattendorf des Landkreises Hof
- der kreisfreien Stadt Memmingen um die Gemeinde Volkratshofen des Landkreises Unterallgäu
- der kreisfreien Stadt Rosenheim um die Gemeinden Aising, Pang und Westerndorf St. Peter des Landkreises Rosenheim
- der kreisfreien Stadt Weiden i.d.OPf. um die Gemeinde Rothenstadt des Landkreises Neustadt a.d.Waldnaab
- des Landkreises Cham um die Gemeinde Lohberg des Landkreises Regen
- des Landkreises Eichstätt um die Gemeinde Ensfeld des Landkreises Donau-Ries (Eingemeindung nach Mörnsheim)
- des Landkreises Freising um die Gemeinde Notzing (Hauptteil) des Landkreises Erding (Eingemeindung nach Hallbergmoos) bei gleichzeitiger Abtretung der Gemeinde Bruckberg an den Landkreis Landshut
- des Landkreises Günzburg um die Gemeinden Ettlishofen und Silheim des Landkreises Neu-Ulm (Eingemeindung nach Bibertal)
- des Landkreises Kitzingen um die Gemeinde Gnodstadt des Landkreises Würzburg (Eingemeindung nach Marktbreit)
- des Landkreises Landshut um die Gemeinde Bruckberg des Landkreises Freising bei Abtretung der Gemeinde Felizenzell an den Landkreis Mühldorf a.Inn (Eingemeindung nach Buchbach)
- des Landkreises Mühldorf a.Inn um die Gemeinde Felizenzell des Landkreises Landshut (Eingemeindung nach Buchbach)
- des Landkreises Neuburg-Schrobenhausen um die Gemeinden Ammerfeld und Emskeim des Landkreises Donau-Ries (Eingemeindung nach Rennertshofen)
- des Landkreises Neustadt a.d.Aisch-Bad Windsheim um die Gemeinde Gleißenberg des Landkreises Erlangen-Höchstadt (Eingemeindung nach Burghaslach)
- des Landkreises Rhön-Grabfeld um die Gemeinde Burglauer des Landkreises Bad Kissingen
- des Landkreises Schwandorf um die Gemeinde Ponholz des Landkreises Regensburg (Eingemeindung nach Maxhütte-Haidhof)
- des Landkreises Straubing-Bogen um die Gemeinde Großenpinning des Landkreises Dingolfing-Landau
- des Landkreises Unterallgäu um die Gemeinden Babenhausen und Kettershausen des Landkreises Neu-Ulm und die Gemeinde Traunried des Landkreises Augsburg (Eingemeindung nach Ettringen) bei Abtretung der Gemeinde Volkratshofen an die kreisfreie Stadt Memmingen

- 1982, 1. Januar:

Vergrößerung
- der kreisfreien Stadt Landshut um Teile der Gemeinde Essenbach des Landkreises Landshut

| Datum             | kreisfreie Städte Veränderung | Landkreise Veränderung | kreisfreie Städte Anzahl | Landkreise Anzahl |
| ----------------- | ----------------------------- | ---------------------- | ------------------------ | ----------------- |
| 23. Mai 1949      |                               |                        | 47                       | 142               |
| 1. September 1955 | + 1                           | + 1                    | 48                       | 143               |
| 1. Juli 1972      | − 23                          | − 72                   | 25                       | 71                |
| 2. Oktober 1990   |                               |                        | 25                       | 71                |

## Berlin (West)
Zum Status des Westteils der Stadt → Berlin (West)
Mit Ausnahme der Gemeinde Stolpe, die von 1945 bis 1948 zum französischen Sektor von Berlin gehörte und des Westteils von Staaken gab es keinerlei Veränderungen.
- 1951, 1. Februar:

Vergrößerung
- von Ost-Berlin um den Westen des Stadtteils Staaken von West-Berlin (später im Kreis Nauen, DDR, zunächst als Ortsteil von Falkensee, ab 1971 als selbstständige Gemeinde Staaken) (Exklave)

| Datum           | kreisfreie Städte Anzahl | Landkreise Anzahl |
| --------------- | ------------------------ | ----------------- |
| 23. Mai 1949    | 1                        | 0                 |
| 2. Oktober 1990 | 1                        | 0                 |

## Bremen
Bremen gehört seit dem 23. Mai 1949 der Bundesrepublik Deutschland an.
Bei der Gründung der Bundesrepublik existierten im Land die kreisfreien Städte Bremen und Bremerhaven.
Es gab keine Gebietsveränderungen.
| Datum           | kreisfreie Städte Anzahl | Landkreise Anzahl |
| --------------- | ------------------------ | ----------------- |
| 23. Mai 1949    | 2                        | 0                 |
| 2. Oktober 1990 | 2                        | 0                 |

## Hamburg
Hamburg gehört seit dem 23. Mai 1949 der Bundesrepublik Deutschland an.
Mit Ausnahme der Umgliederung der Inseln Neuwerk, Nigehörn und Scharhörn durch den Cuxhaven-Vertrag gab es keine Gebietsveränderungen.
- 1969, 1. Oktober:

Vergrößerung
- der Stadt Hamburg um die Inseln Neuwerk, Nigehörn und Scharhörn der kreisfreien Stadt Cuxhaven, Niedersachsen

| Datum           | kreisfreie Städte Anzahl | Landkreise Anzahl |
| --------------- | ------------------------ | ----------------- |
| 23. Mai 1949    | 1                        | 0                 |
| 2. Oktober 1990 | 1                        | 0                 |

## Hessen
Das Land Hessen gehört seit dem 23. Mai 1949 der Bundesrepublik Deutschland an.
Die Kreis(gebiets)reformen in Hessen fanden zu folgenden Zeitpunkten statt:
- 1. August 1972: Gebiete Fulda, Kassel und Mittelhessen
- 1. Januar 1974: Gebiet Nordhessen
- 1. Juli 1974: Gebiete Hanau, Limburg und Marburg
- 1. Januar 1977: Gebiete Gießen und Südhessen
- 1. August 1979: Gebiet Gießen (Revision)

Alle weiteren hier aufgeführten Änderungen der Kreisgrenzen sind auf kleinere, nicht grundlegende Reformen zurückzuführen, bei denen es sich hauptsächlich um Gemeindegebietsreformen handelte. Manchmal wurden Gemeinden in bestehende Gemeinden eingemeindet, manchmal wurde auch eine neue Gemeinde gebildet.
Bei der Gründung der Bundesrepublik existierten im Land die folgenden kreisfreien Städte und Landkreise:
Kreisfreie Städte: Darmstadt, Frankfurt am Main, Fulda, Gießen, Hanau, Kassel, Marburg an der Lahn, Offenbach am Main und Wiesbaden
Landkreise: Alsfeld, Bergstraße, Biedenkopf, Büdingen, Darmstadt, Dieburg, Dillkreis, Erbach, Eschwege, Frankenberg, Friedberg, Fritzlar-Homberg, Fulda, Gelnhausen, Gießen, Groß-Gerau, Hanau, Hersfeld, Hofgeismar, Hünfeld, Kassel, Lauterbach, Limburg, Main-Taunus-Kreis, Marburg, Melsungen, Oberlahnkreis, Obertaunuskreis, Offenbach, Rheingaukreis, Rotenburg, Schlüchtern, Untertaunuskreis, Usingen, Waldeck, Wetzlar, Witzenhausen, Wolfhagen und Ziegenhain
- 1952, 1. April:

Vergrößerung
- des Landkreises Darmstadt um die Gemeinden Asbach, Klein-Bieberau und Webern des Landkreises Dieburg

- 1967, 1. April:

Vergrößerung
- des Landkreises Gießen um die Gemeinde Kinzenbach des Landkreises Wetzlar (Eingemeindung nach Heuchelheim)

- 1968, 1. September:

Vergrößerung
- des Landkreises Hersfeld um die Gemeinde Glaam des Landkreises Hünfeld (Eingemeindung nach Ransbach)

- 1970, 1. Januar:

Vergrößerung
- des Landkreises Hanau um die Gemeinde Heldenbergen des Landkreises Friedberg (Eingliederung in die Gemeinde Nidderau)

- 1970, 1. Dezember:

Vergrößerung
- des Landkreises Kassel um die Gemeinden Hohenkirchen des Landkreises Hofgeismar (Zusammenlegung mit Mönchehof zur neuen Gemeinde Espenau) und Wickenrode des Landkreises Witzenhausen (Zusammenlegung mit Helsa zur neuen Gemeinde Helsa-Wickenrode)

- 1970, 31. Dezember:

Vergrößerung
- des Landkreises Hanau um die Gemeinden Langen-Bergheim des Landkreises Büdingen und Büdesheim des Landkreises Friedberg (Zusammenschluss mit zwei Gemeinden des Landkreises Hanau zur Gemeinde Schöneck)
- des Landkreises Waldeck um die Gemeinde Oberwerba des Landkreises Frankenberg (Eingliederung in die Gemeinde Ober-Werbe)

- 1971, 1. Februar:

Vergrößerung
- des Landkreises Hersfeld um die Gemeinde Mansbach des Landkreises Hünfeld (Eingemeindung nach Hohenroda)

- 1971, 1. Juli:

Vergrößerung
- des Landkreises Erbach um die Gemeinde Laudenau des Landkreises Bergstraße (Eingemeindung nach Reichelsheim im Odenwald)
- des Landkreises Friedberg um die Gemeinde Gronau des Landkreises Hanau (Eingemeindung nach Bad Vilbel)

- 1971, 1. Oktober:

Vergrößerung
- der kreisfreien Stadt Gießen um die Gemeinden Allendorf an der Lahn und Rödgen des Landkreises Gießen

- 1971, 31. Dezember:

Vergrößerung
- der kreisfreien Stadt Hanau um die Gemeinde Mittelbuchen des Landkreises Hanau
- des Landkreises Eschwege um Gemeinden des Landkreises Witzenhausen und die Gemeinde Stolzhausen des Landkreises Melsungen (Eingemeindung nach Waldkappel)
- des Landkreises Friedberg um die Gemeinden Berstadt des Landkreises Büdingen und Ober-Hörgern des Landkreises Gießen (Eingemeindung nach Münzenberg) bei Abtretung der Gemeinden Ober-Eschbach und Ober-Erlenbach an den Obertaunuskreis (Eingemeindung nach Bad Homburg vor der Höhe)
- des Landkreises Fritzlar-Homberg um die Gemeinde Deute des Landkreises Melsungen (Eingemeindung nach Gudensberg) bei Abtretung von Gemeinden an den Landkreis Hersfeld
- des Landkreises Gelnhausen um Gemeinden des Landkreises Büdingen
- des Landkreises Gießen um Gemeinden der Landkreise Alsfeld und Wetzlar bei Abtretung der Gemeinde Ober-Hörgern an den Landkreis Friedberg (Eingemeindung nach Münzenberg)
- des Landkreises Hersfeld um Gemeinden des Landkreises Fritzlar-Homberg und die Gemeinde Gerterode des Landkreises Rotenburg (Eingemeindung nach Ludwigsau)
- des Landkreises Kassel um die Gemeinde Martinhagen des Landkreises Wolfhagen (Eingemeindung nach Hoof)
- des Landkreises Lauterbach um Gemeinden des Landkreises Alsfeld
- des Obertaunuskreises um die Gemeinden Ober-Eschbach und Ober-Erlenbach des Landkreises Friedberg (Eingemeindung nach Bad Homburg vor der Höhe)

- 1972, 1. Februar:

Vergrößerung
- des Landkreises Friedberg um Gemeinden des Landkreises Büdingen

- 1972, 1. April:

Vergrößerung
- des Dillkreises um die Gemeinde Bellersdorf des Landkreises Wetzlar (Eingemeindung nach Mittenaar)
- des Landkreises Fritzlar-Homberg um die Gemeinde Niedermöllrich des Landkreises Melsungen (Eingemeindung nach Wabern)

- 1972, 1. Juli:

Vergrößerung
- des Landkreises Schlüchtern um die Gemeinde Katholisch-Willenroth des Landkreises Gelnhausen (Eingemeindung nach Salmünster)

- 1972, 1. August:

Auflösung
- des Landkreises Büdingen und Aufteilung auf die Landkreise Gelnhausen, Hanau, Vogelsbergkreis und Wetteraukreis (Hauptteil)
- des Landkreises Friedberg und Aufteilung auf die kreisfreie Stadt Frankfurt am Main und die Landkreise Hochtaunuskreis und Wetteraukreis (Hauptteil)
- des Landkreises Hünfeld und Aufteilung auf die Landkreise Fulda (Hauptteil) und Hersfeld-Rotenburg
- des Obertaunuskreises und Aufteilung auf die kreisfreie Stadt Frankfurt am Main und den Hochtaunuskreis
- des Landkreises Rotenburg und Aufteilung auf die Landkreise Eschwege, Fritzlar-Homberg und Hersfeld-Rotenburg (Hauptteil)
- des Landkreises Usingen und Aufteilung auf den Hochtaunuskreis (Hauptteil) und den Untertaunuskreis
- des Landkreises Wolfhagen und Aufteilung auf die Landkreise Kassel (Hauptteil) und Waldeck

Eingliederung
- des Landkreises Alsfeld in den Vogelsbergkreis
- des Landkreises Erbach in den Odenwaldkreis
- des Landkreises Hersfeld in den Landkreis Hersfeld-Rotenburg
- des Landkreises Hofgeismar in den Landkreis Kassel
- des Landkreises Lauterbach in den Vogelsbergkreis

Neubildung
- des Landkreises Hersfeld-Rotenburg aus dem Landkreis Hersfeld und Gemeinden der Landkreise Hünfeld und Rotenburg sowie der Gemeinden Heinebach des Landkreises Melsungen und Breitenbach am Herzberg des Landkreises Ziegenhain
- des Hochtaunuskreises aus dem Landkreis Usingen (Hauptteil) und Gemeinden der Landkreise Friedberg, Main-Taunus-Kreis und Obertaunuskreis sowie der Gemeinde Hasselbach des Landkreises Limburg (Eingemeindung nach Weilrod)
- des Odenwaldkreises aus dem Landkreis Erbach und Gemeinden des Landkreises Dieburg
- des Vogelsbergkreises aus den Landkreisen Alsfeld und Lauterbach, Gemeinden des Landkreises Ziegenhain (Eingemeindung nach Alsfeld) sowie der Gemeinden Schotten des Landkreises Büdingen, Weidenau des Landkreises Fulda (Eingemeindung nach Freiensteinau), Radmühl des Landkreises Gelnhausen (Eingemeindung nach Freiensteinau) und Reinhards des Landkreises Schlüchtern (Eingemeindung nach Freiensteinau)
- des Wetteraukreises aus Gemeinden der Landkreise Büdingen, Friedberg und Gelnhausen

Vergrößerung
- der kreisfreien Stadt Frankfurt am Main um die Gemeinden Harheim, Nieder-Erlenbach und Nieder-Eschbach des Landkreises Friedberg sowie die Gemeinde Kalbach des Obertaunuskreises
- der kreisfreien Stadt Fulda um 24 Gemeinden des Landkreises Fulda
- des Landkreises Eschwege um die Gemeinde Sontra des Landkreises Rotenburg
- des Landkreises Fritzlar-Homberg um die Gemeinde Rengshausen des Landkreises Rotenburg
- des Landkreises Fulda um den Landkreis Hünfeld und Gemeinden des Landkreises Schlüchtern bei Abtretung von Gemeinden an die kreisfreie Stadt Fulda und der Gemeinde Weidenau an den Vogelsbergkreis (Eingemeindung nach Freiensteinau)
- des Landkreises Gelnhausen um Gemeinden des Landkreises Büdingen bei Abtretung von Gemeinden an den Wetteraukreis sowie der Gemeinde Radmühl an den Vogelsbergkreis (Eingemeindung nach Freiensteinau)
- des Landkreises Hanau um die Gemeinde Altwiedermus des Landkreises Büdingen (Eingemeindung nach Ronneburg)
- des Landkreises Kassel um den Landkreis Hofgeismar und Gemeinden des Landkreises Wolfhagen sowie die Gemeinde Sankt Ottilien des Landkreises Witzenhausen (Zusammenschluss mit zwei Gemeinden des Landkreises Kassel zur neuen Gemeinde Helsa)
- des Untertaunuskreises um Gemeinden des Landkreises Usingen
- des Landkreises Waldeck um die Gemeinde Volkmarsen des Landkreises Wolfhagen

- 1974, 1. Januar:

Auflösung
- des Landkreises Waldeck und Aufteilung auf die Landkreise Schwalm-Eder-Kreis und Waldeck-Frankenberg (Hauptteil)
- des Landkreises Ziegenhain und Aufteilung auf die Landkreise Marburg und Schwalm-Eder-Kreis (Hauptteil)

Eingliederung
- des Landkreises Eschwege in den Werra-Meißner-Kreis
- des Landkreises Frankenberg in den Landkreis Waldeck-Frankenberg
- des Landkreises Fritzlar-Homberg in den Schwalm-Eder-Kreis
- des Landkreises Melsungen in den Schwalm-Eder-Kreis
- des Landkreises Witzenhausen in den Werra-Meißner-Kreis

Neubildung
- des Schwalm-Eder-Kreises aus den Landkreisen Fritzlar-Homberg und Melsungen, Gemeinden des Landkreises Ziegenhain sowie der Gemeinde Züschen des Landkreises Waldeck (Eingemeindung nach Fritzlar)
- des Landkreises Waldeck-Frankenberg aus Gemeinden der Landkreise Frankenberg und Waldeck sowie der Gemeinde Schiffelbach des Landkreises Marburg (Eingemeindung nach Gemünden an der Wohra)
- des Werra-Meißner-Kreises aus den Landkreisen Eschwege und Witzenhausen

Vergrößerung
- des Landkreises Marburg um die Gemeinde Mengsberg des Landkreises Ziegenhain (Eingemeindung nach Neustadt) bei Abtretung der Gemeinde Schiffelbach an den Landkreis Waldeck-Frankenberg

- 1974, 1. Juli:

Auflösung
- des Landkreises Biedenkopf und Aufteilung auf die Landkreise Dillkreis, Marburg-Biedenkopf (Hauptteil) und Wetzlar
- des Landkreises Marburg und Aufteilung auf die Landkreise Gießen und Marburg-Biedenkopf (Hauptteil)
- des Oberlahnkreises und Aufteilung auf die Landkreise Limburg-Weilburg (Hauptteil) und Wetzlar

Eingliederung
- der kreisfreien Stadt Fulda in den Landkreis Fulda
- der kreisfreien Stadt Hanau in den Main-Kinzig-Kreis
- der kreisfreien Stadt Marburg an der Lahn in den Landkreis Marburg-Biedenkopf
- des Landkreises Gelnhausen in den Main-Kinzig-Kreis
- des Landkreises Hanau in den Main-Kinzig-Kreis
- des Landkreises Limburg in den Landkreis Limburg-Weilburg
- des Landkreises Schlüchtern in den Main-Kinzig-Kreis

Neubildung
- des Landkreises Limburg-Weilburg aus dem Landkreis Limburg und Gemeinden der Landkreise Oberlahnkreis und Wetzlar
- des Main-Kinzig-Kreises aus der kreisfreien Stadt Hanau und den Landkreisen Gelnhausen, Hanau und Schlüchtern sowie Gemeinden des Landkreises Offenbach
- des Landkreises Marburg-Biedenkopf aus der kreisfreien Stadt Marburg an der Lahn und den Landkreisen Biedenkopf und Marburg

Vergrößerung
- des Dillkreises um Gemeinden des Landkreises Biedenkopf
- des Landkreises Fulda um die kreisfreie Stadt Fulda
- des Landkreises Gießen um die Gemeinde Braunstein des Landkreises Marburg
- des Landkreises Wetzlar um Gemeinden des Oberlahnkreises und die Gemeinde Bischoffen des Landkreises Biedenkopf

- 1977, 1. Januar:

Auflösung
- des Landkreises Darmstadt und Aufteilung auf die kreisfreie Stadt Darmstadt und den Landkreis Darmstadt-Dieburg
- des Landkreises Dieburg und Aufteilung auf die Landkreise Darmstadt-Dieburg (Hauptteil) und Offenbach
- des Landkreises Gießen und Aufteilung auf die kreisfreie Stadt Lahn und den Lahn-Dill-Kreis
- des Landkreises Wetzlar und Aufteilung auf die kreisfreie Stadt Lahn und die Landkreise Lahn-Dill-Kreis (Hauptteil) und Wetteraukreis

Eingliederung
- der kreisfreien Stadt Gießen in die kreisfreie Stadt Lahn
- des Dillkreises in den Lahn-Dill-Kreis
- des Rheingaukreises in den Rheingau-Taunus-Kreis
- des Untertaunuskreises in den Rheingau-Taunus-Kreis

Neubildung
- der kreisfreien Stadt Lahn aus der kreisfreien Stadt Gießen und 14 Gemeinden des Landkreises Wetzlar sowie der Gemeinde Heuchelheim des Landkreises Gießen
- des Landkreises Darmstadt-Dieburg aus Gemeinden der Landkreise Darmstadt und Dieburg
- des Lahn-Dill-Kreises aus dem Dillkreis und Gemeinden der Landkreise Gießen und Wetzlar
- des Rheingau-Taunus-Kreises aus dem Rheingaukreis, dem Untertaunuskreis sowie der Gemeinde Niedernhausen des Main-Taunus-Kreises

Vergrößerung
- der kreisfreien Stadt Darmstadt um die Gemeinde Wixhausen des Landkreises Darmstadt
- der kreisfreien Stadt Frankfurt am Main um die Gemeinde Bergen-Enkheim des Main-Kinzig-Kreises
- der kreisfreien Stadt Wiesbaden um die Gemeinden Auringen, Breckenheim, Delkenheim, Medenbach, Naurod und Nordenstadt des Main-Taunus-Kreises
- des Landkreises Offenbach um Gemeinden des Landkreises Dieburg
- des Wetteraukreises um die Gemeinde Ebersgöns des Landkreises Wetzlar (Eingemeindung nach Butzbach)

- 1979, 1. August:

Auflösung
- der kreisfreien Stadt Lahn und Aufteilung auf die Landkreise Gießen (Hauptteil) und Lahn-Dill-Kreis

Neubildung 
- des Landkreises Gießen aus östlichen Stadtteilen der kreisfreien Stadt Lahn (neu: drei Gemeinden Gießen, Heuchelheim und Wettenberg) und Gemeinden des Lahn-Dill-Kreises (Wiedererrichtung)

Vergrößerung
- des Lahn-Dill-Kreises um westliche Stadtteile der kreisfreien Stadt Lahn (neu: zwei Gemeinden Lahnau und Wetzlar) bei gleichzeitiger Abtretung von Gemeinden an den wiedererrichteten Landkreis Gießen

| Datum           | kreisfreie Städte Veränderung | Landkreise Veränderung | kreisfreie Städte Anzahl | Landkreise Anzahl |
| --------------- | ----------------------------- | ---------------------- | ------------------------ | ----------------- |
| 23. Mai 1949    |                               |                        | 9                        | 39                |
| 1. August 1972  | 0                             | − 7                    | 9                        | 32                |
| 1. Januar 1974  | 0                             | − 4                    | 9                        | 28                |
| 1. Juli 1974    | − 3                           | − 4                    | 6                        | 24                |
| 1. Januar 1977  | 0                             | − 4                    | 6                        | 20                |
| 1. August 1979  | − 1                           | + 1                    | 5                        | 21                |
| 2. Oktober 1990 |                               |                        | 5                        | 21                |

## Niedersachsen
Das Land Niedersachsen gehört seit dem 23. Mai 1949 der Bundesrepublik Deutschland an.
Die Kreis(gebiets)reformen in Niedersachsen fanden zu folgenden Zeitpunkten statt:
- 1. Juli 1972: Gebiete Harz und Osnabrück
- 1. Januar 1973: Gebiet Göttingen
- 1. März 1974: Gebiete Braunschweig und Hannover
- 1. August 1977: Haupttermin
- 1. Januar 1980: Gebiet Friesland (Revision)

Alle weiteren hier aufgeführten Änderungen der Kreisgrenzen sind auf kleinere, nicht grundlegende Reformen zurückzuführen, bei denen es sich hauptsächlich um Gemeindegebietsreformen handelte. Manchmal wurden Gemeinden in bestehende Gemeinden eingemeindet, manchmal wurde auch eine neue Gemeinde gebildet.
Bei der Gründung der Bundesrepublik existierten im Land die folgenden kreisfreien Städte und Landkreise:
Kreisfreie Städte: Braunschweig, Celle, Cuxhaven, Delmenhorst, Emden, Goslar, Göttingen, Hameln, Hannover, Hildesheim, Lüneburg, Oldenburg (Oldenburg), Osnabrück, Watenstedt-Salzgitter und Wilhelmshaven
Landkreise: Alfeld (Leine), Ammerland, Aschendorf-Hümmling, Aurich, Bersenbrück, Blankenburg, Braunschweig, Bremervörde, Burgdorf, Celle, Cloppenburg, Dannenberg, Duderstadt, Einbeck, Fallingbostel, Friesland, Gandersheim, Gifhorn, Goslar, Göttingen, Grafschaft Bentheim, Grafschaft Diepholz, Grafschaft Hoya, Grafschaft Schaumburg, Hameln-Pyrmont, Hannover, Harburg, Helmstedt, Hildesheim-Marienburg, Holzminden, Land Hadeln, Leer, Lingen, Lüneburg, Melle, Meppen, Münden, Neustadt am Rübenberge, Nienburg (Weser), Norden, Northeim, Oldenburg (Oldenburg), Osnabrück, Osterholz, Osterode am Harz, Peine, Rotenburg (Hann.), Schaumburg-Lippe, Soltau, Springe, Stade, Uelzen, Vechta, Verden, Wesermarsch, Wesermünde, Wittlage, Wittmund, Wolfenbüttel und Zellerfeld
- 1951, 23. Januar:

Umbenennung
- der kreisfreien Stadt Watenstedt-Salzgitter in Salzgitter

- 1951, o. D.:

Umbenennung
- des Landkreises Dannenberg in Landkreis Lüchow-Dannenberg

- 1951, 1. Oktober:

Ausgliederung
- der Stadt Wolfsburg aus dem Landkreis Gifhorn

- 1962, 1. Januar:

Vergrößerung
- des Landkreises Holzminden um die Gemeinde Preußisch Neuhaus des Landkreises Northeim (Zusammenschluss mit Braunschweigisch Neuhaus zu Neuhaus im Solling)

- 1964, 4. Juli:

Eingliederung
- der kreisfreien Stadt Göttingen in den Landkreis Göttingen

- 1969, 16. Mai:

Umbenennung
- des Landkreises Rotenburg (Hannover) in Landkreis Rotenburg (Wümme)

- 1969, 1. Oktober:

Umgliederung
- der Inseln Neuwerk, Nigehörn und Scharhörn, bisher in der kreisfreien Stadt Cuxhaven, in die Stadt Hamburg

- 1970, 1. Juni:

Vergrößerung der kreisfreien Stadt Cuxhaven um die Gemeinden Holte-Spangen und Sahlenburg des Landkreises Land Hadeln
- 1971, 1. Februar:

Vergrößerung
- der kreisfreien Stadt Cuxhaven um die Gemeinde Berensch-Arensch des Landkreises Land Hadeln
- der kreisfreien Stadt Hildesheim um die Gemeinde Ochtersum des Landkreises Hildesheim-Marienburg

- 1971, 1. Oktober:

Vergrößerung
- des Kreises Minden, Nordrhein-Westfalen, um die Gemeinde Frille (Landkreis Schaumburg-Lippe) des Landkreises Schaumburg-Lippe (Eingemeindung nach Frille [Kreis Minden])

- 1972, 1. Juli:

Auflösung
- des Landkreises Blankenburg und Aufteilung auf die Landkreise Goslar (Hauptteil) und Osterode am Harz
- des Landkreises Zellerfeld und Aufteilung auf die Landkreise Gandersheim, Goslar (Hauptteil) und Osterode am Harz

Eingliederung
- der kreisfreien Stadt Goslar in den Landkreis Goslar
- des Landkreises Bersenbrück in den Landkreis Osnabrück
- des Landkreises Melle in den Landkreis Osnabrück
- des Landkreises Wittlage in den Landkreis Osnabrück

Vergrößerung
- der kreisfreien Stadt Cuxhaven um die Gemeinden Altenbruch, Altenwalde und Lüdingworth des Landkreises Land Hadeln
- der kreisfreien Stadt Emden um die Gemeinden Petkum und Widdelswehr des Landkreises Leer sowie die Gemeinden Wybelsum, Logumer Vorwerk und Twixlum des Landkreises Norden
- der kreisfreien Stadt Osnabrück um die Gemeinden Atter, Darum, Gretesch, Hellern, Lüstringen, Nahne, Pye und Voxtrup des Landkreises Osnabrück
- der kreisfreien Stadt Wilhelmshaven um die Gemeinde Sengwarden des Landkreises Friesland
- der kreisfreien Stadt Wolfsburg um Gemeinden der Landkreise Gifhorn und Helmstedt
- des Landkreises Aurich um die Gemeinden Marcardsmoor und Wiesederfehn des Landkreises Wittmund (Eingemeindung nach Wiesmoor)
- des Landkreises Braunschweig um die Gemeinde Essenrode des Landkreises Gifhorn (Eingemeindung nach Lehre)
- des Landkreises Friesland um die Gemeinde Gödens des Landkreises Wittmund (Eingemeindung nach Sande)
- des Landkreises Gandersheim um die Gemeinden Bredelem des Landkreises Goslar (Eingemeindung nach Langelsheim), Bilderlahe des Landkreises Hildesheim-Marienburg (Eingemeindung nach Seesen) und Lautenthal des Landkreises Zellerfeld (Eingemeindung nach Langelsheim)
- des Landkreises Gifhorn um die Gemeinden Bergfeld, Parsau, Rühen und Tiddische des Landkreises Helmstedt
- des Landkreises Goslar um die kreisfreie Stadt Goslar, die Gemeinden Braunlage und Hohegeiß des Landkreises Blankenburg, die Gemeinden Altenau, Buntenbock, Clausthal-Zellerfeld, Hahnenklee-Bockswiese, Lautenthal, Sankt Andreasberg, Schulenberg und Wildemann des Landkreises Zellerfeld sowie die Gemeinde Oker des Landkreises Wolfenbüttel (Eingemeindung nach Goslar)
- des Landkreises Harburg um die Gemeinden Avendorf, Bütlingen, Obermarschacht und Tespe des Landkreises Lüneburg
- des Landkreises Lüchow-Dannenberg um die Gemeinden Dübbekold und Katemin des Landkreises Lüneburg sowie die Gemeinden Meußließen und Reddien des Landkreises Uelzen
- des Landkreises Norden um die Gemeinden Roggenstede, Westeraccum, Westeraccumersiel und Westerbur des Landkreises Wittmund
- des Landkreises Osnabrück um die Landkreise Bersenbrück, Melle und Wittlage
- des Landkreises Osterode am Harz um die Gemeinden Neuhof, Walkenried, Wieda und Zorge des Landkreises Blankenburg, die Gemeinden Badenhausen, Windhausen und Gittelde des Landkreises Gandersheim sowie die Gemeinden  Bad Grund, Lerbach, Lonau, Riefensbeek-Kamschlacken und Sieber des Landkreises Zellerfeld
- des Landkreises Peine um die Gemeinden Barbecke, Broistedt und Woltwiesche des Landkreises Wolfenbüttel (Eingemeindung nach Lengede)
- des Landkreises Soltau um die Gemeinde Lopau (†) des Landkreises Uelzen (Eingemeindung nach Munster)
- des Landkreises Stade um die Gemeinden Daensen, Eilendorf, Hove, Immenbeck, Ketzendorf, Moorende und Ovelgönne des Landkreises Harburg
- des Landkreises Uelzen um die Gemeinden Grünhagen, Hohenbostel, Niendorf und Wulfstorf des Landkreises Lüneburg (Eingemeindung nach Bienenbüttel)sowie die Gemeinden Kakau und Varbitz des Landkreises Lüchow-Dannenberg (Eingemeindung nach Soltendieck)
- des Landkreises Verden um Gemeinden des Landkreises Braunschweig (Exklave Thedinghausen) sowie um die Gemeinden Hülsen des Landkreises Fallingbostel (Eingemeindung nach Dörverden) und Riede des Landkreises Grafschaft Hoya

- 1973, 1. Januar:

Auflösung
- des Landkreises Duderstadt und Aufteilung auf die Landkreise Göttingen (Hauptteil) und Northeim

Eingliederung
- der kreisfreien Stadt Celle in den Landkreis Celle
- der kreisfreien Stadt Hameln in den Landkreis Hameln-Pyrmont
- des Landkreises Münden in den Landkreis Göttingen

Vergrößerung
- des Landkreises Celle um die kreisfreie Stadt Celle
- des Landkreises Göttingen um den Landkreis Münden, die meisten Gemeinden des Landkreises Duderstadt, die Gemeinden Adelebsen und Unterbillingshausen des Northeim sowie die Gemeinden  Lütgenhausen und Wollershausen des Landkreises Osterode am Harz
- des Landkreises Grafschaft Schaumburg um die Gemeinde Hemeringen des Landkreises Hameln-Pyrmont
- des Landkreises Hameln-Pyrmont um die kreisfreie Stadt Hameln sowie die Gemeinden Bessingen, Bisperode und Harderode des Landkreises Holzminden (Eingemeindung nach Coppenbrügge)
- des Landkreises Holzminden um die Gemeinden Brevörde, Heinsen, Meiborssen, Polle und Vahlbruch des Landkreises Hameln-Pyrmont sowie die Gemeinden Lauenförde und Silberborn des Landkreises Northeim
- des Landkreises Leer um die Gemeinden Boekzetelerfehn, Hatshausen, Iheringsfehn und Neuefehn des Landkreises Aurich
- des Landkreises Northeim um die Gemeinde Lindau des Landkreises Duderstadt

- 1974, 1. März:

Auflösung
- des Landkreises Braunschweig und Aufteilung auf die kreisfreie Stadt Braunschweig (Hauptteil) und die Landkreise Helmstedt, Peine und Wolfenbüttel
- des Landkreises Burgdorf und Aufteilung auf die kreisfreie Stadt Hannover und die Landkreise Hannover (Hauptteil) und Peine
- des Landkreises Hildesheim-Marienburg und Aufteilung auf die Landkreise Alfeld (Leine), Gandersheim, Hannover und Hildesheim (Hauptteil)
- des Landkreises Neustadt am Rübenberge und Aufteilung auf die Landkreise Hannover (Hauptteil) und Nienburg (Weser)
- des Landkreises Springe und Aufteilung auf die Landkreise Alfeld (Leine), Grafschaft Schaumburg, Hameln-Pyrmont, Hannover und Hildesheim

Eingliederung
- der kreisfreien Stadt Hildesheim in den Landkreis Hildesheim
- der kreisfreien Stadt Lüneburg in den Landkreis Lüneburg
- des Landkreises Einbeck in den Landkreis Northeim

Neubildung
- des Landkreises Hildesheim aus der kreisfreien Stadt Hildesheim, dem Landkreis Hildesheim-Marienburg und Gemeinden der Landkreise Alfeld (Leine) und Gandersheim sowie der Gemeinde Schliekum des Landkreises Springe (Eingemeindung nach Sarstedt)

Vergrößerung
- der kreisfreien Stadt Braunschweig um 18 Gemeinden des Landkreises Braunschweig, die Gemeinden Geitelde, Leiferde und Stiddien des Landkreises Wolfenbüttel sowie um die Gemeinde Harxbüttel des Landkreises Gifhorn
- der kreisfreien Stadt Delmenhorst um die Gemeinde Hasbergen des Landkreises Oldenburg
- der kreisfreien Stadt Hannover um die Gemeinden Ahlem, Anderten, Bemerode, Misburg, Vinnhorst, Wettbergen und Wülferode des Landkreises Hannover und Teile der Gemeinde Isernhagen-Niedernhägener Bauerschaft (Isernhagen-Süd) des Landkreises Burgdorf
- der kreisfreien Stadt Salzgitter um die Gemeinden Sauingen und Üfingen des Landkreises Wolfenbüttel
- des Landkreises Alfeld (Leine), die Gemeinden Brunkensen, Coppengrave und Lütgenholzen des Landkreises Holzminden, die Gemeinden Sorsum, Wittenburg und Wülfingen des Landkreises Springe (Eingemeindung nach Elze) sowie die Gemeinde Weenzen des Landkreises Hameln-Pyrmont
- des Landkreises Aschendorf-Hümmling um die Gemeinden Groß Berßen, Klein Berßen und Stavern des Landkreises Meppen
- des Landkreises Cloppenburg um die Gemeinden Gehlenberg und Neuvrees des Landkreises Aschendorf-Hümmling (Eingemeindung nach Friesoythe) sowie die Gemeinde Wachtum des Landkreises Meppen (Eingemeindung nach Löningen)
- des Landkreises Gandersheim um die Gemeinden Alt Wallmoden des Landkreises Goslar (Eingliederung nach Wallmoden), die Gemeinden Mechtshausen und Groß Rhüden des Landkreises Hildesheim-Marienburg (Eingliederung nach Seesen) und die Gemeinde Harriehausen des Landkreises Osterode am Harz (Eingliederung nach Bad Gandersheim)
- des Landkreises Gifhorn um die Gemeinden Hahnenhorn (Eingliederung nach Müden), Pollhöfen und Ummern des Landkreises Celle sowie die Gemeinde Ohof des Landkreises Peine (Eingemeindung nach Meinersen)
- des Landkreises Goslar um die Gemeinde Bad Harzburg des Landkreises Wolfenbüttel
- des Landkreises Grafschaft Diepholz um die Gemeinden Borstel und Staffhorst des Landkreises Nienburg (Weser)
- des Landkreises Grafschaft Hoya um die Gemeinde Stuhr des Landkreises Oldenburg
- des Landkreises Grafschaft Schaumburg um die Gemeinden Hülsede, Lauenau, Messenkamp und Pohle des Landkreises Springe sowie die Gemeinden Gelldorf und Vehlen (Eingliederung nach Obernkirchen), Nienbrügge (Eingliederung nach Sachsenhagen) und Steinbergen (Eingliederung nach Rinteln) des Landkreises Schaumburg-Lippe
- des Landkreises Hameln-Pyrmont um die Stadt Bad Münder des Landkreises Springe
- des Landkreises Hannover um Gemeinden der Landkreise Burgdorf, Hildesheim-Marienburg, Neustadt am Rübenberge, Peine, Schaumburg-Lippe und Springe sowie die Gemeinde Idensermoor-Niengraben des Landkreises Grafschaft Schaumburg (Eingemeindung nach Wunstorf)
- des Landkreises Helmstedt um die Gemeinden Ahmstorf, Rennau, Rottorf (Eingemeindung nach Rennau), Beienrode, Klein Steimke, Ochsendorf, Rhode und Uhry (Eingemeindung nach Königslutter) des Landkreises Gifhorn sowie die vergrößerte Gemeinde Lehre des Landkreises Braunschweig
- des Landkreises Holzminden um die Gemeinden Delligsen, Ammensen, Kaierde und Varrigsen des Landkreises Gandersheim
- des Landkreises Lingen um die Gemeinde Wietmarschen des Landkreises Grafschaft Bentheim
- des Landkreises Lüneburg um die kreisfreie Stadt Lüneburg sowie die Gemeinden Handorf, Radbruch, Wittorf, Raven, Rolfsen, Soderstorf und Wetzen des Landkreises Harburg
- des Landkreises Meppen um die Gemeinden Adorf und Neuringe des Landkreises Grafschaft Bentheim (Eingemeindung nach Twist)
- des Landkreises Nienburg (Weser) um die Gemeinden Lichtenhorst und Rodewald des Landkreises Neustadt am Rübenberge
- des Landkreises Northeim um den Landkreis Einbeck, die Gemeinden Bartshausen, Brunsen, Hallensen, Holtershausen, Naensen, Stroit, Voldagsen und Wenzen des Landkreises Gandersheim (Eingemeindung nach Einbeck)
- des Landkreises Osterholz um die Gemeinden Axstedt und Lübberstedt des Landkreises Wesermünde
- des Landkreises Peine um die vergrößerten Gemeinden Vechelde und Wendeburg des Landkreises Braunschweig, die Gemeinden  Harber (Eingemeindung nach Hohenhameln), Landwehr und Röhrse (Eingemeindung nach Peine) des Landkreises Burgdorf sowie die Gemeinde Didderse des Landkreises Gifhorn (Eingemeindung nach Wendeburg)
- des Landkreises Rotenburg (Wümme) um die Gemeinde Kettenburg des Landkreises Fallingbostel (Eingemeindung nach Visselhövede)
- des Landkreises Schaumburg-Lippe um die Gemeinde Wiedensahl des Landkreises Nienburg (Weser) sowie die Gemeinden Liekwegen, Ottensen, Reinsen und Schermbeck des Landkreises Grafschaft Schaumburg
- des Landkreises Soltau um die Gemeinde Woltem des Landkreises Fallingbostel (Eingemeindung nach Soltau)
- des Landkreises Vechta um die Gemeinden Vörden, Hörsten und Hinnenkamp des Landkreises Osnabrück (Eingemeindung nach Neuenkirchen-Vörden)
- des Landkreises Wesermünde um die Gemeinden Kirchwistedt des Landkreises Bremervörde und Landwürden des Landkreises Wesermarsch (Eingemeindung nach Loxstedt)
- des Landkreises Wolfenbüttel um zahlreiche Gemeinden der Landkreise Braunschweig und Goslar

- 1977, 1. August:

Auflösung
- des Landkreises Alfeld (Leine) und Aufteilung auf die Landkreise Hildesheim (Hauptteil) und Holzminden
- des Landkreises Gandersheim und Aufteilung auf die Landkreise Goslar und Northeim
- des Landkreises Grafschaft Hoya und Aufteilung auf die Landkreise Diepholz (Hauptteil), Nienburg (Weser) und Oldenburg (Oldenburg)
- des Landkreises Grafschaft Schaumburg und Aufteilung auf die Landkreise Hameln-Pyrmont und Schaumburg (Hauptteil)
- des Landkreises Lingen und Aufteilung auf die Landkreise Emsland (Hauptteil) und Grafschaft Bentheim (Gemeinde Wietmarschen)

Eingliederung
- der kreisfreien Stadt Cuxhaven in den Landkreis Cuxhaven
- des Landkreises Aschendorf-Hümmling in den Landkreis Emsland
- des Landkreises Bremervörde in den Landkreis Rotenburg (Wümme)
- des Landkreises Fallingbostel in den Landkreis Soltau-Fallingbostel
- des Landkreises Land Hadeln in den Landkreis Cuxhaven
- des Landkreises Meppen in den Landkreis Emsland
- des Landkreises Norden in den Landkreis Aurich
- des Landkreises Oldenburg in den Landkreis Oldenburg (Oldenburg)
- des Landkreises Schaumburg-Lippe in den Landkreis Schaumburg
- des Landkreises Soltau in den Landkreis Soltau-Fallingbostel
- des Landkreises Wesermünde in den Landkreis Cuxhaven
- des Landkreises Wittmund in den Landkreis Friesland

Neubildung
- des Landkreises Aurich aus den Landkreisen Aurich und Norden
- des Landkreises Cuxhaven aus der kreisfreien Stadt Cuxhaven und den Landkreisen Land Hadeln und Wesermünde
- des Landkreises Diepholz aus dem Landkreis Grafschaft Diepholz und elf Gemeinden des Landkreises Grafschaft Hoya
- des Landkreises Emsland aus den Landkreisen Aschendorf-Hümmling und Meppen sowie allen Gemeinden des Landkreises Lingen außer Wietmarschen
- des Landkreises Oldenburg (Oldenburg) aus dem Landkreis Oldenburg sowie den Gemeinden Beckeln, Colnrade, Dünsen, Groß Ippener, Harpstedt, Kirchseelte, Prinzhöfte und Winkelsett des Landkreises Grafschaft Hoya
- des Landkreises Schaumburg aus dem Landkreis Schaumburg-Lippe und allen Gemeinden des Landkreises Grafschaft Schaumburg außer Hessisch Oldendorf
- des Landkreises Soltau-Fallingbostel aus den Landkreisen Fallingbostel und Soltau

Vergrößerung
- des Landkreises Ammerland um die Gemeinden Bockhorn, Varel und Zetel des Landkreises Friesland
- des Landkreises Friesland um den Landkreis Wittmund bei Abtretung von Gemeinden an den Landkreis Ammerland
- des Landkreises Goslar um Gemeinden Hahausen, Langelsheim, Lutter am Barenberge, Seesen und Wallmoden des Landkreises Gandersheim
- des Landkreises Grafschaft Bentheim um die Gemeinde Wietmarschen des Landkreises Lingen
- des Landkreises Hameln-Pyrmont um die Gemeinde Hessisch Oldendorf des Landkreises Grafschaft Schaumburg
- des Landkreises Hildesheim um die meisten Gemeinden des Landkreises Alfeld (Leine)
- des Landkreises Holzminden um die Gemeinden Coppengrave, Duingen, Hoyershausen, Marienhagen und Weenzen des Landkreises Alfeld (Leine)
- des Landkreises Nienburg (Weser) um die Samtgemeinden Grafschaft Hoya und Eystrup des Landkreises Grafschaft Hoya
- des Landkreises Northeim um die Gemeinden Bad Gandersheim und Kreiensen des Landkreises Gandersheim sowie die Gemeinde Kalefeld des Landkreises Osterode am Harz
- des Landkreises Rotenburg (Wümme) um den Landkreis Bremervörde

- 1980, 1. Januar:

Neubildung
- des Landkreises Wittmund aus Gemeinden des Landkreises Friesland (Wiedererrichtung)

Vergrößerung
- des Landkreises Friesland um die Gemeinden Bockhorn, Varel und Zetel des Landkreises Ammerland bei Ausgliederung des Landkreises Wittmund

- 1981, 1. Mai:

Vergrößerung
- des Landkreises Gifhorn um die Gemeinde Didderse des Landkreises Peine (Ausgliederung aus der Gemeinde Wendeburg und Wiedererrichtung einer Gemeinde)

- 1981, 1. Juli:

Vergrößerung
- des Landkreises Hildesheim um die Gemeinden Coppengrave, Duingen, Hoyershausen, Marienhagen und Weenzen des Landkreises Holzminden

| Datum           | kreisfreie Städte Veränderung | Landkreise Veränderung | kreisfreie Städte Anzahl | Landkreise Anzahl |
| --------------- | ----------------------------- | ---------------------- | ------------------------ | ----------------- |
| 23. Mai 1949    |                               |                        | 15                       | 60                |
| 1. Oktober 1951 | + 1                           | 0                      | 16                       | 60                |
| 4. Juli 1964    | − 1                           | 0                      | 15                       | 60                |
| 1. Juli 1972    | − 1                           | − 5                    | 14                       | 55                |
| 1. Januar 1973  | − 2                           | − 2                    | 12                       | 53                |
| 1. März 1974    | − 2                           | − 5                    | 10                       | 48                |
| 1. August 1977  | − 1                           | − 11                   | 9                        | 37                |
| 1. Januar 1980  | 0                             | + 1                    | 9                        | 38                |
| 2. Oktober 1990 |                               |                        | 9                        | 38                |

## Nordrhein-Westfalen
Das Land Nordrhein-Westfalen gehört seit dem 23. Mai 1949 der Bundesrepublik Deutschland an.
Die wichtigsten Kreis(gebiets)reformen in Nordrhein-Westfalen fanden zu folgenden Zeitpunkten statt:
- 1. Januar 1968: Gebiet Unna/Hamm/Lünen
- 1. Januar 1969: Gebiet Lemgo
- 1. August 1969: Gebiet Bonn
- 1. Januar 1970: Gebiet Detmold
- 1. Januar 1972: Gebiet Aachen
- 1. Januar 1973: Gebiet Bielefeld
- 1. Januar 1975: Haupttermin
- 1. Juli 1976: Gebiete Bottrop, Düsseldorf und Köln (Revision)

Alle weiteren hier aufgeführten Änderungen der Kreisgrenzen sind auf kleinere, nicht grundlegende Reformen zurückzuführen, bei denen es sich hauptsächlich um Gemeindegebietsreformen handelte. Manchmal wurden Gemeinden in bestehende Gemeinden eingemeindet, manchmal wurde auch eine neue Gemeinde gebildet.
Bei der Gründung der Bundesrepublik existierten im Land die folgenden Stadt- und Landkreise:
Stadtkreise: Aachen, Bielefeld, Bocholt, Bochum, Bonn, Bottrop, Castrop-Rauxel, Dortmund, Duisburg, Düsseldorf, Essen, Gelsenkirchen, Gladbeck, Hagen, Hamm, Herford, Herne, Iserlohn, Köln, Krefeld, Lüdenscheid, Lünen, Mülheim a. d. Ruhr, M. Gladbach mit der Aussprache München Gladbach, Münster, Neuß, Oberhausen, Recklinghausen, Remscheid, Rheydt, Siegen, Solingen, Viersen, Wanne-Eickel, Wattenscheid, Witten und Wuppertal
Landkreise: Aachen, Ahaus, Altena, Arnsberg, Beckum, Bergheim (Erft), Bielefeld, Bonn, Borken, Brilon, Büren, Coesfeld, Detmold, Dinslaken, Düren, Düsseldorf-Mettmann, Ennepe-Ruhr-Kreis, Erkelenz, Euskirchen, Geilenkirchen-Heinsberg, Geldern, Grevenbroich, Halle (Westf.), Herford, Höxter, Iserlohn, Jülich, Kempen-Krefeld, Kleve, Köln, Lemgo, Lippstadt, Lübbecke, Lüdinghausen, Meschede, Minden, Moers, Monschau, Münster, Oberbergischer Kreis, Olpe, Paderborn, Recklinghausen, Rees, Rheinisch-Bergischer Kreis, Rhein-Wupper-Kreis, Schleiden, Siegen, Siegkreis, Soest, Steinfurt, Tecklenburg, Unna, Warburg, Warendorf, Wiedenbrück und Wittgenstein
- 1949, 1. Oktober:

Vergrößerung
- des Landkreises Lippstadt um die Gemeinden Cappel und Lipperode des Landkreises Detmold (Exklave)

- 1950, 20. Dezember:

Umbenennung
- der kreisfreien Stadt München Gladbach mit der Aussprache München Gladbach in M. Gladbach mit der Aussprache Mönchen Gladbach

- 1951, o. D.:

Umbenennung
- des Kreises Geilenkirchen-Heinsberg in Selfkantkreis Geilenkirchen-Heinsberg

- 1952, 15. Oktober:

Umbenennung
- aller Stadtkreise in kreisfreie Städte

- 1955, 1. Januar:

Ausgliederung
- der Stadt Leverkusen aus dem Rhein-Wupper-Kreis

- 1958, 1. April:

Vergrößerung
- des Landkreises Rees um die Gemeinde Grietherort des Landkreises Kleve (Ausgliederung aus der Gemeinde Grieth und Bildung einer selbstständigen Gemeinde)

- 1960, 11. Oktober:

Änderung der Schreibweise
- der kreisfreien Stadt M. Gladbach in Mönchengladbach

- 1966, 1. Juli:

Eingliederung
- der kreisfreien Stadt Siegen in den Landkreis Siegen

- 1968, o. D.:

Änderung der Schreibweise
- der kreisfreien Stadt Neuß in Neuss

- 1968, 1. Januar:

Vergrößerung
- der kreisfreien Stadt Hamm um die Gemeinden Berge, Wiescherhöfen und Westtünnen des Landkreises Unna
- der kreisfreien Stadt Lünen um die Gemeinde Niederaden des Landkreises Unna

- 1969, 1. Januar:

Eingliederung
- der kreisfreien Stadt Herford in den Landkreis Herford
- der kreisfreien Stadt Lüdenscheid in den Landkreis Lüdenscheid
- des Landkreises Altena in den Landkreis Lüdenscheid

Neubildung
- des Landkreises Lüdenscheid aus der kreisfreien Stadt Lüdenscheid, dem Landkreis Altena sowie den Gemeinden Küntrop des Landkreises Arnsberg (Eingemeindung nach Neuenrade) und Evingsen des Landkreises Iserlohn (Eingemeindung nach Altena)

- 1969, 1. Juli:

Vergrößerung
- des Landkreises Euskirchen um die Gemeinden Wissersheim des Landkreises Düren (Eingemeindung nach Erftstadt) und Nöthen des Landkreises Schleiden (Eingemeindung nach Bad Münstereifel)
- des Landkreises Olpe um die Gemeinden Schönholthausen und Schliprüthen (Eingemeindung nach Finnentrop) und Oedingen (Eingemeindung nach Lennestadt) des Landkreises Meschede
- des Landkreises Soest um die Gemeinden Lippborg und Herzfeld des Landkreises Beckum (Eingemeindung nach Lippetal) sowie um die Gemeinden Echthausen des Landkreises Arnsberg (Eingemeindung nach Wickede (Ruhr)), Wimbern des Landkreises Iserlohn (Eingemeindung nach Wickede (Ruhr)) und Sönnern des Landkreises Unna (Eingemeindung nach Werl)

- 1969, 1. August, Bonn-Gesetz:

Auflösung
- des Landkreises Bonn und Aufteilung auf die kreisfreie Stadt Bonn, den Landkreis Köln und den Rhein-Sieg-Kreis
- des Siegkreises und Aufteilung auf die kreisfreie Stadt Bonn und den Rhein-Sieg-Kreis

Neubildung
- des Rhein-Sieg-Kreises aus Gemeinden der Landkreise Bonn und Siegkreis und der Gemeinde Straßfeld des Landkreises Euskirchen (Zusammenschluss mit acht Gemeinden des Landkreises Bonn zur Gemeinde Swisttal)

Vergrößerung
- der Stadt Bonn um die Gemeinden Bad Godesberg, Beuel, Buschdorf, Duisdorf, Ippendorf, Lengsdorf, Lessenich und Röttgen des Landkreises Bonn sowie die Gemeinden Oberkassel und Holzlar des Siegkreises
- des Landkreises Köln um den Ortsteil Urfeld der Gemeinde Hersel im Landkreis Bonn (Umgliederung nach Wesseling)

- 1969, 1. Oktober:

Umbenennung
- aller Landkreise in Kreise

- 1970, 1. Januar:

Eingliederung
- der kreisfreien Stadt Viersen in den Kreis Kempen-Krefeld

Vergrößerung
- der kreisfreien Stadt Essen um die Gemeinde Altendorf des Ennepe-Ruhr-Kreises (als Stadtteil Burgaltendorf)
- der kreisfreien Stadt Hagen um die Gemeinde Waldbauer des Ennepe-Ruhr-Kreises
- des Kreises Bielefeld um die Gemeinde Stukenbrock des Kreises Paderborn sowie die Gemeinde Schloß Holte des Kreises Wiedenbrück (Zusammenschluss zu Schloß Holte-Stukenbrock)
- des Kreises Detmold um die Gemeinden Lügde, Harzberg (Eingemeindung nach Lügde) und Kempenfeldrom (Eingemeindung nach Horn-Bad Meinberg) des Kreises Höxter
- des Kreises Grevenbroich um die Gemeinden Osterath, Ilverich, Langst-Kierst, Lank-Latum, Nierst, Ossum-Bösinghoven und Strümp des Kreises Kempen-Krefeld (Eingemeindung nach Meerbusch)
- des Kreises Höxter um die Gemeinde Grevenhagen des Kreises Detmold (Eingemeindung nach Steinheim)
- des Kreises Kempen-Krefeld um die kreisfreie Stadt Viersen
- des Kreises Lemgo um die Gemeinden Hörstmar und Trophagen des Kreises Detmold (Eingemeindung nach Lemgo)
- des Kreises Wiedenbrück um die Gemeinde Benteler des Kreises Beckum (Eingemeindung nach Langenberg) sowie die Gemeinden Ebbesloh, Hollen, Isselhorst und Niehorst des Kreises Bielefeld (Eingemeindung nach Gütersloh)

- 1971, 1. Oktober:

Vergrößerung
- des Kreises Minden um die Gemeinde Frille (Landkreis Schaumburg-Lippe) des Landkreises Schaumburg-Lippe, Niedersachsen (Eingemeindung nach Frille [Kreis Minden])

- 1972, 1. Januar:

Auflösung
- des Kreises Jülich und Aufteilung auf die Kreise Aachen und Düren (Hauptteil)
- des Kreises Monschau und Aufteilung auf die Kreise Aachen (Hauptteil) und Düren
- des Kreises Schleiden und Aufteilung auf die Kreise Düren und Euskirchen (Hauptteil)
- des Selfkantkreises Geilenkirchen-Heinsberg und Aufteilung auf die Kreise Aachen und Heinsberg (Hauptteil)

Eingliederung
- des Kreises Erkelenz in den Kreis Heinsberg

Neubildung
- des Kreises Heinsberg aus dem Kreis Erkelenz und Gemeinden des Selfkantkreises Geilenkirchen-Heinsberg

Vergrößerung
- der kreisfreien Stadt Aachen um die Gemeinden Brand, Eilendorf, Haaren, Kornelimünster, Laurensberg, Richterich und Walheim des Kreises Aachen
- des Kreises Aachen um Gemeinden der Kreise Jülich und Monschau sowie die Gemeinden Weisweiler des Kreises Düren (Eingemeindung nach Eschweiler) und Baesweiler des Selfkantkreises Geilenkirchen-Heinsberg
- des Kreises Düren um Gemeinden der Kreise Jülich und Monschau sowie die Gemeinde Heimbach des Kreises Schleiden (Eingemeindung nach Nideggen) bei Abtretung von Gemeinden an den Kreis Euskirchen und der Gemeinde Weisweiler an den Kreis Aachen (Eingemeindung nach Eschweiler)
- des Kreises Euskirchen um Gemeinden der Kreise Düren und Schleiden

- 1973, 1. Januar:

Auflösung
- des Kreises Bielefeld und Aufteilung auf die kreisfreie Stadt Bielefeld und den Kreis Gütersloh
- des Kreises Halle (Westfalen) und Aufteilung auf den Kreis Gütersloh (Hauptteil) und die kreisfreie Stadt Bielefeld
- des Kreises Minden und Aufteilung auf die Kreise Herford und Minden-Lübbecke (Hauptteil)

Eingliederung
- des Kreises Detmold in den Kreis Lippe
- des Kreises Lemgo in den Kreis Lippe
- des Kreises Lübbecke in den Kreis Minden-Lübbecke
- des Kreises Wiedenbrück in den Kreis Gütersloh

Neubildung
- des Kreises Gütersloh aus dem Kreis Wiedenbrück, Gemeinden des Kreises Halle (Westfalen), der Gemeinde Harsewinkel des Kreises Warendorf und der Gemeinde Schloß Holte-Stukenbrock des Kreises Bielefeld
- des Kreises Lippe aus den Kreisen Detmold und Lemgo
- des Kreises Minden-Lübbecke aus dem Kreis Lübbecke und Gemeinden des Kreises Minden

Vergrößerung
- der kreisfreien Stadt Bielefeld um 21 Gemeinden des Kreises Bielefeld und die Gemeinde Schröttinghausen des Kreises Halle (Westfalen)
- des Kreises Herford um die Gemeinde Uffeln des Kreises Minden (Eingemeindung nach Vlotho)

- 1975, 1. Januar:

Auflösung
- des Kreises Arnsberg und Aufteilung auf die Kreise Hochsauerlandkreis (Hauptteil), Märkischer Kreis und Soest
- des Kreises Beckum und Aufteilung auf die kreisfreie Stadt Hamm und auf die Kreise Soest und Warendorf (Hauptteil)
- des Kreises Büren und Aufteilung auf die Kreise Hochsauerlandkreis, Paderborn (Hauptteil) und Soest
- des Kreises Dinslaken und Aufteilung auf die kreisfreie Stadt Duisburg und auf die Kreise Recklinghausen und Wesel (Hauptteil)
- des Kreises Düsseldorf-Mettmann und Aufteilung auf den Kreis Mettmann (Hauptteil) und die kreisfreien Städte Duisburg, Düsseldorf und Essen
- des Kreises Grevenbroich und Aufteilung auf die kreisfreie Stadt Mönchengladbach und den Kreis Neuss
- des Kreises Iserlohn und Aufteilung auf die kreisfreien Städte Dortmund und Hagen sowie auf die Kreise Märkischer Kreis (Hauptteil) und Unna
- des Kreises Köln und Aufteilung auf die kreisfreie Stadt Köln und den Erftkreis
- des Kreises Lüdinghausen und Aufteilung auf die kreisfreie Stadt Hamm und auf die Kreise Coesfeld (Hauptteil), Unna und Warendorf
- des Kreises Moers und Aufteilung auf die kreisfreie Stadt Duisburg und auf die Kreise Kleve und Wesel (Hauptteil)
- des Kreises Münster und Aufteilung auf die kreisfreie Stadt Münster (Hauptteil) und die Kreise Coesfeld, Steinfurt und Warendorf
- des Kreises Rees und Aufteilung auf die Kreise Borken, Kleve und Wesel (Hauptteil)
- des Rhein-Wupper-Kreises und Aufteilung auf die kreisfreien Städte Düsseldorf, Leverkusen und Solingen und auf die Kreise Mettmann, Oberbergischer Kreis und Rheinisch-Bergischer Kreis
- des Kreises Wittgenstein und Aufteilung auf die Kreise Hochsauerlandkreis und Siegen (Hauptteil)

Eingliederung
- der kreisfreien Stadt Bocholt in den Kreis Borken
- der kreisfreien Stadt Castrop-Rauxel in den Kreis Recklinghausen
- der kreisfreien Stadt Gladbeck in die Stadt Bottrop
- der kreisfreien Stadt Iserlohn in den Märkischen Kreis
- der kreisfreien Stadt Lünen in den Kreis Unna
- der kreisfreien Stadt Neuss in den Kreis Neuss
- der kreisfreien Stadt Recklinghausen in den Kreis Recklinghausen
- der kreisfreien Stadt Rheydt in die Stadt Mönchengladbach
- der kreisfreien Stadt Wanne-Eickel in die Stadt Herne
- der kreisfreien Stadt Wattenscheid in die Stadt Bochum
- der kreisfreien Stadt Witten in den Ennepe-Ruhr-Kreis
- des Kreises Ahaus in den Kreis Borken
- des Kreises Bergheim (Erft) in den Erftkreis
- des Kreises Brilon in den Hochsauerlandkreis
- des Kreises Geldern in den Kreis Kleve
- des Kreises Kempen-Krefeld in den Kreis Viersen
- des Kreises Lippstadt in den Kreis Soest
- des Kreises Lüdenscheid in den Märkischen Kreis
- des Kreises Meschede in den Hochsauerlandkreis
- des Kreises Tecklenburg in den Kreis Steinfurt
- des Kreises Warburg in den Kreis Höxter

Neubildung
- des Erftkreises (jetzt Rhein-Erft-Kreis) aus dem Kreis Bergheim (Erft) und Gemeinden des Kreises Köln sowie der Gemeinde Erftstadt des Kreises Euskirchen
- des Hochsauerlandkreises aus den Kreisen Arnsberg, Brilon und Meschede sowie Gemeinden der Kreise Büren und Wittgenstein
- des Märkischen Kreises aus der kreisfreien Stadt Iserlohn, dem Kreis Lüdenscheid und Gemeinden des Kreises Iserlohn sowie aus der Gemeinde Balve des Kreises Arnsberg
- des Kreises Mettmann aus Gemeinden des Kreises Düsseldorf-Mettmann und der Gemeinde Langenfeld (Rheinland) des Rhein-Wupper-Kreises
- des Kreises Neuss aus der kreisfreien Stadt Neuss und Gemeinden des Kreises Grevenbroich
- des Kreises Viersen aus dem Kreis Kempen-Krefeld und der Gemeinde Niederkrüchten des Kreises Heinsberg
- des Kreises Wesel aus Gemeinden der Kreise Borken, Dinslaken, Moers, Recklinghausen und Rees

Vergrößerung
- der kreisfreien Stadt Bochum um die kreisfreie Stadt Wattenscheid
- der kreisfreien Stadt Dortmund um Teile der Gemeinden Holzen und Lichtendorf des Kreises Iserlohn
- der kreisfreien Stadt Duisburg um die Gemeinden Homberg, Rheinhausen und Rumeln-Kaldenhausen des Kreises Moers sowie um die Gemeinde Walsum des Kreises Dinslaken
- der kreisfreien Stadt Düsseldorf um die Gemeinden Hubbelrath, Angermund, Wittlaer und Hasselbeck-Schwarzbach (teilweise) des Kreises Düsseldorf-Mettmann sowie die Gemeinde Monheim (Hauptteil) des Rhein-Wupper-Kreises
- der kreisfreien Stadt Essen um die Gemeinde Kettwig (Hauptteil) des Kreises Düsseldorf-Mettmann
- der kreisfreien Stadt Hagen um die Gemeinden Berchum, Garenfeld und Hohenlimburg des Kreises Iserlohn sowie den Stadtteil Dahl der Gemeinde Breckerfeld des Ennepe-Ruhr-Kreises
- der kreisfreien Stadt Hamm um die Gemeinden Pelkum, Rhynern und Uentrop des Kreises Unna sowie die Gemeinden Heessen des Kreises Beckum und Bockum-Hövel des Kreises Lüdinghausen
- der kreisfreien Stadt Herne um die kreisfreie Stadt Wanne-Eickel
- der kreisfreien Stadt Köln um die Gemeinden Lövenich, Rodenkirchen und Wesseling des Kreises Köln sowie die Gemeinde Porz am Rhein des Rheinisch-Bergischen Kreises
- der kreisfreien Stadt Krefeld um den Stadtteil Hüls der Gemeinde Kempen des Kreises Kempen-Krefeld
- der kreisfreien Stadt Leverkusen um die Gemeinden Bergisch Neukirchen und Opladen sowie den Monheimer Stadtteil Hitdorf des Rhein-Wupper-Kreises
- der kreisfreien Stadt Mönchengladbach um die kreisfreie Stadt Rheydt und die Gemeinde Wickrath des Kreises Grevenbroich
- der kreisfreien Stadt Münster um die Gemeinden St. Mauritz, Handorf, Hiltrup, Amelsbüren, Albachten, Nienberge, Roxel, Angelmodde und Wolbeck des Kreises Münster
- der kreisfreien Stadt Solingen um die Gemeinde Burg an der Wupper des Rhein-Wupper-Kreises
- des Kreises Borken um die kreisfreie Stadt Bocholt, den Kreis Ahaus und die Gemeinden Gescher des Kreises Coesfeld, Erle des Kreises Recklinghausen (Eingemeindung nach Raesfeld) sowie Isselburg des Kreises Rees bei Abtretung der Gemeinde Dingden an den Kreis Wesel
- des Kreises Coesfeld um Gemeinden der Kreise Lüdinghausen und Münster bei Abtretung der Gemeinde Gescher an den Kreis Borken
- des Ennepe-Ruhr-Kreises um die kreisfreie Stadt Witten bei Abtretung des Ortsteils Dahl der Gemeinde Breckerfeld an die kreisfreie Stadt Hagen
- des Kreises Höxter um den Kreis Warburg
- des Kreises Kleve um den Kreis Geldern und Gemeinden des Kreises Rees sowie die Gemeinde Rheurdt des Kreises Moers
- des Oberbergischen Kreises um Gemeinden des Rheinisch-Bergischen Kreises sowie die Gemeinden Hückeswagen und Radevormwald des Rhein-Wupper-Kreises (beim Wechsel der Gemeinde Ründeroth vom Oberbergischen Kreis in den Rheinisch-Bergischen Kreis [Eingliederung in die Gemeinde Engelskirchen])
- des Kreises Paderborn um Gemeinden des Kreises Büren
- des Kreises Recklinghausen um die kreisfreien Städte Castrop-Rauxel und Recklinghausen und die Gemeinde Gahlen (Hauptteil) des Kreises Dinslaken bei Abtretung der Gemeinden Kirchhellen an die kreisfreie Stadt Bottrop, Erle an den Kreis Borken (Eingemeindung nach Raesfeld) sowie Altschermbeck an den Kreis Wesel (Eingemeindung nach Schermbeck)
- des Rheinisch-Bergischen Kreises um Gemeinden des Rhein-Wupper-Kreises bei Abtretung von Gemeinden an die kreisfreie Stadt Köln und den Oberbergischen Kreis (beim Wechsel der Gemeinde Ründeroth vom Oberbergischen Kreis in den Rheinisch-Bergischen Kreis [Eingliederung in die Gemeinde Engelskirchen])
- des Kreises Siegen um Gemeinden des Kreises Wittgenstein
- des Kreises Soest um den Kreis Lippstadt und Gemeinden der Kreise Arnsberg und Büren sowie den Ortsteil Bad Waldliesborn der Gemeinde Liesborn des Kreises Beckum (Eingemeindung nach Lippstadt)
- des Kreises Steinfurt um den Kreis Tecklenburg sowie die Gemeinden Gimbte (Eingemeindung nach Greven), Greven und Saerbeck des Kreises Münster
- des Kreises Unna um die kreisfreie Stadt Lünen und Gemeinden der Kreise Iserlohn und Lüdinghausen bei Abtretung von Gemeinden an die kreisfreie Stadt Hamm
- des Kreises Warendorf um Gemeinden des Kreises Beckum, die Gemeinde Drensteinfurt des Kreises Lüdinghausen sowie den Gemeinden Albersloh, Alverskirchen, Rinkerode, Telgte und Westbevern des Kreises Münster

- 1975, 6. Dezember:

Neubildung (Wiedererrichtung)
- der kreisfreien Stadt Gladbeck aus dem gleichnamigen Stadtteil der kreisfreien Stadt Bottrop

Vergrößerung
- des Kreises Recklinghausen um die Gemeinde Kirchhellen (Ausgliederung aus der kreisfreien Stadt Bottrop und Bildung einer Gemeinde)

- 1976, 1. Juli:

Eingliederung
- der kreisfreien Stadt Gladbeck in den Kreis Recklinghausen

Vergrößerung
- der kreisfreien Stadt Bottrop um die Gemeinde Kirchhellen des Kreises Recklinghausen
- des Erftkreises um die Gemeinde Wesseling (Ausgliederung aus der kreisfreien Stadt Köln und Bildung einer Gemeinde)
- des Kreises Mettmann um die Gemeinde Monheim (Ausgliederung aus der kreisfreien Stadt Düsseldorf und Bildung einer Gemeinde)
- des Kreises Recklinghausen um die kreisfreie Stadt Gladbeck bei Abtretung der Gemeinde Kirchhellen an die kreisfreie Stadt Bottrop

- 1984, 1. Januar:

Umbenennung
- des Kreises Siegen in Kreis Siegen-Wittgenstein

| Datum            | kreisfreie Städte Veränderung | (Land-)Kreise Veränderung | kreisfreie Städte Anzahl | (Land-)Kreise Anzahl |
| ---------------- | ----------------------------- | ------------------------- | ------------------------ | -------------------- |
| 23. Mai 1949     |                               |                           | 37                       | 57                   |
| 1. Januar 1955   | + 1                           | 0                         | 38                       | 57                   |
| 1. Juli 1966     | − 1                           | 0                         | 37                       | 57                   |
| 1. Januar 1969   | − 2                           | 0                         | 35                       | 57                   |
| 1. August 1969   | 0                             | − 1                       | 35                       | 56                   |
| 1. Januar 1970   | − 1                           | 0                         | 34                       | 56                   |
| 1. Januar 1972   | 0                             | − 4                       | 34                       | 52                   |
| 1. Januar 1973   | 0                             | − 4                       | 34                       | 48                   |
| 1. Januar 1975   | − 11                          | − 17                      | 23                       | 31                   |
| 6. Dezember 1975 | + 1                           | 0                         | 24                       | 31                   |
| 1. Juli 1976     | − 1                           | 0                         | 23                       | 31                   |
| 2. Oktober 1990  |                               |                           | 23                       | 31                   |

## Rheinland-Pfalz
Das Land Rheinland-Pfalz gehört seit dem 23. Mai 1949 der Bundesrepublik Deutschland an.
Die Kreis(gebiets)reformen in Rheinland-Pfalz fanden zu folgenden Zeitpunkten statt:
- 7. Juni 1969: Haupttermin
- 7. November 1970: Gebiete Eifel und Koblenz
- 22. April 1972: Gebiet Pirmasens
- 16. März 1974: Gebiet Westerwald

Alle weiteren hier aufgeführten Änderungen der Kreisgrenzen sind auf kleinere, nicht grundlegende Reformen zurückzuführen, bei denen es sich hauptsächlich um Gemeindegebietsreformen handelte. Manchmal wurden Gemeinden in bestehende Gemeinden eingemeindet, manchmal wurde auch eine neue Gemeinde gebildet.
Bei der Gründung der Bundesrepublik existierten im Land die folgenden kreisfreien Städte und Landkreise:
Kreisfreie Städte: Frankenthal (Pfalz), Kaiserslautern, Koblenz, Landau in der Pfalz, Ludwigshafen am Rhein, Mainz, Neustadt an der Haardt, Pirmasens, Speyer, Trier, Worms und Zweibrücken
Landkreise: Ahrweiler, Altenkirchen (Westerwald), Alzey, Bergzabern, Bernkastel, Bingen, Birkenfeld, Bitburg, Cochem, Daun, Frankenthal (Pfalz), Germersheim, Kaiserslautern, Kirchheimbolanden, Koblenz, Kreuznach, Kusel, Landau in der Pfalz, Ludwigshafen, Mainz, Mayen, Neustadt an der Haardt, Neuwied, Oberwesterwaldkreis, Pirmasens, Prüm, Rockenhausen, Saarburg, Sankt Goar, Sankt Goarshausen, Simmern, Speyer, Trier, Unterlahnkreis, Unterwesterwaldkreis, Wittlich, Worms, Zell (Mosel) und Zweibrücken
- 1950, 28. September:

Erneute Umbenennung
- der kreisfreien Stadt Neustadt an der Haardt in Neustadt an der Weinstraße
- (vermutlich gleichzeitig) des Landkreises Neustadt an der Haardt in Landkreis Neustadt an der Weinstraße

- 1962, 1. Januar:

Umbenennung
- des Landkreises St. Goarshausen in Loreleykreis

- 1969, 7. Juni:

Umbenennung
- des Landkreises Kreuznach in Landkreis Bad Kreuznach

Auflösung
- des Landkreises Alzey und Aufteilung auf die Landkreise Alzey-Worms (Hauptteil) und Bad Kreuznach
- des Landkreises Bergzabern und Aufteilung auf die Landkreise Landau-Bad Bergzabern (Hauptteil) und Pirmasens
- des Landkreises Bernkastel und Aufteilung auf die Landkreise Bernkastel-Wittlich (Hauptteil), Birkenfeld und Rhein-Hunsrück-Kreis
- des Landkreises Bingen und Aufteilung auf die Landkreise Bad Kreuznach und Mainz-Bingen (Hauptteil)
- des Landkreises Frankenthal (Pfalz) und Aufteilung auf die kreisfreie Stadt Frankenthal (Pfalz) und die Landkreise Bad Dürkheim und Ludwigshafen
- des Landkreises Kirchheimbolanden und Aufteilung auf die Landkreise Alzey-Worms, Bad Dürkheim und Donnersbergkreis (Hauptteil)
- des Landkreises Landau in der Pfalz und Aufteilung auf die kreisfreie Stadt Neustadt an der Weinstraße und auf den Landkreis Landau-Bad Bergzabern (Hauptteil)
- des Landkreises Mainz und Aufteilung auf die kreisfreie Stadt Mainz und auf den Landkreis Mainz-Bingen (Hauptteil)
- des Landkreises Neustadt an der Weinstraße und Aufteilung auf die kreisfreie Stadt Neustadt an der Weinstraße und auf die Landkreise Bad Dürkheim (Hauptteil) und Ludwigshafen
- des Landkreises Rockenhausen und Aufteilung auf die Landkreise Bad Kreuznach, Donnersbergkreis (Hauptteil) und Kaiserslautern
- des Landkreises Sankt Goar und Aufteilung auf die Landkreise Koblenz, Mainz-Bingen und Rhein-Hunsrück-Kreis (Hauptteil)
- des Landkreises Trier und Aufteilung auf die Landkreise Birkenfeld, Bitburg und Trier-Saarburg (Hauptteil) sowie die kreisfreie Stadt Trier
- des Landkreises Worms und Aufteilung auf die kreisfreie Stadt Worms und den Landkreis Alzey-Worms (Hauptteil)
- des Landkreises Zell (Mosel) und Aufteilung auf die Landkreise Cochem-Zell (Hauptteil) und Rhein-Hunsrück-Kreis

Eingliederung
- des Landkreises Cochem in den Landkreis Cochem-Zell
- des Loreleykreises in den Rhein-Lahn-Kreis
- des Landkreises Ludwigshafen am Rhein in den Landkreis Ludwigshafen
- des Landkreises Saarburg in den Landkreis Trier-Saarburg
- des Landkreises Simmern in den Rhein-Hunsrück-Kreis
- des Landkreises Speyer in den Landkreis Ludwigshafen
- des Unterlahnkreises in den Rhein-Lahn-Kreis
- des Landkreises Wittlich in den Landkreis Bernkastel-Wittlich

Gebietsaustausch
- zwischen den Landkreisen Kaiserslautern und Kusel

Neubildung
- des Landkreises Alzey-Worms aus dem Landkreis Alzey und Gemeinden des Landkreises Worms sowie der Gemeinde Mauchenheim des Landkreises Kirchheimbolanden
- des Landkreises Bad Dürkheim aus Gemeinden der Landkreise Frankenthal (Pfalz) und Neustadt an der Weinstraße sowie der Gemeinde Rodenbach des Landkreises Kirchheimbolanden (Eingemeindung nach Ebertsheim)
- des Landkreises Bernkastel-Wittlich aus dem Landkreis Wittlich und Gemeinden der Landkreise Bernkastel (Hauptteil) und Zell
- des Landkreises Cochem-Zell aus dem Landkreis Cochem und Gemeinden des Landkreises Zell
- des Donnersbergkreises aus Gemeinden der Landkreise Kirchheimbolanden und Rockenhausen
- des Landkreises Landau-Bad Bergzabern aus Gemeinden der Landkreise Bergzabern und Landau in der Pfalz
- des Landkreises Ludwigshafen aus den Landkreisen Ludwigshafen am Rhein und Landkreis Speyer sowie Gemeinden der Landkreise Frankenthal (Pfalz) und Neustadt an der Weinstraße
- des Landkreises Mainz-Bingen aus Gemeinden der Landkreise Bingen, Kreuznach, Mainz und Sankt Goar
- des Rhein-Hunsrück-Kreises aus dem Landkreis Simmern und Gemeinden der Landkreise Bernkastel, Sankt Goar und Zell (Mosel)
- des Rhein-Lahn-Kreises aus dem Loreleykreis und dem Unterlahnkreis
- des Landkreises Trier-Saarburg aus dem Landkreis Saarburg und Gemeinden des Landkreises Trier

Vergrößerung
- der kreisfreien Stadt Frankenthal (Pfalz) um die Gemeinde Eppstein des Landkreises Frankenthal (Pfalz)
- der kreisfreien Stadt Kaiserslautern um die Gemeinden Dansenberg, Erfenbach, Erlenbach, Hohenecken, Mölschbach, Morlautern und Siegelbach des Landkreises Kaiserslautern
- der kreisfreien Stadt Koblenz um die Gemeinden Kapellen-Stolzenfels und Kesselheim des Landkreises Koblenz
- der kreisfreien Stadt Mainz um die Gemeinden Drais, Ebersheim, Finthen, Hechtsheim, Laubenheim und Marienborn des Landkreises Mainz
- der kreisfreien Stadt Neustadt an der Weinstraße um die Gemeinden Diedesfeld, Geinsheim, Gimmeldingen, Haardt, Hambach, Königsbach, Lachen-Speyerdorf und Mußbach des Landkreises Neustadt an der Weinstraße und die Gemeinde Diedesfeld des Landkreises Landau in der Pfalz
- der kreisfreien Stadt Trier um die Gemeinden Ehrang-Pfalzel, Eitelsbach, Filsch, Irsch, Kernscheid, Ruwer, Tarforst und Zewen des Landkreises Trier
- der kreisfreien Stadt Worms um die Gemeinden Abenheim, Heppenheim an der Wiese, Ibersheim, Pfeddersheim, Rheindürkheim und Wiesoppenheim des Landkreises Worms
- des Landkreises Bad Kreuznach um Gemeinden der Landkreise Alzey, Bingen, Birkenfeld, Kusel und Rockenhausen bei Abtretung von Gemeinden an die Landkreise Kusel und Mainz-Bingen
- des Landkreises Birkenfeld um Gemeinden des Landkreises Bernkastel und um die Gemeinde Börfink-Muhl des Landkreises Trier bei Abtretung von Gemeinden an den Landkreis Kusel und der Gemeinde Kirnsulzbach an den Landkreis Bad Kreuznach (Eingemeindung nach Kirn)
- des Landkreises Bitburg um Gemeinden des Landkreises Trier
- des Landkreises Kaiserslautern um die Gemeinde Neuhemsbach des Landkreises Rockenhausen bei Abtretung von Gemeinden an die kreisfreie Stadt Kaiserslautern
- des Landkreises Koblenz um Gemeinden des Landkreises Sankt Goar bei Abtretung von Gemeinden an den Landkreis Mayen und die kreisfreie Stadt Koblenz
- des Landkreises Kusel um Gemeinden der Landkreise Birkenfeld und Landkreises Kreuznach bei Abtretung von Gemeinden an den Landkreis Bad Kreuznach
- des Landkreises Mayen um Gemeinden des Landkreises Koblenz
- des Landkreises Pirmasens um Gemeinden des Landkreises Bergzabern bei Abtretung von Gemeinden an den Landkreis Zweibrücken und an die kreisfreie Stadt Pirmasens

- 1970, 7. November:

Auflösung
- des Landkreises Koblenz und Aufteilung auf die kreisfreie Stadt Koblenz und die Landkreise Mayen-Koblenz (Hauptteil) und Rhein-Hunsrück-Kreis
- des Landkreises Mayen und Aufteilung auf die Landkreise Ahrweiler, Daun und Mayen-Koblenz (Hauptteil)
- des Landkreises Prüm und Aufteilung auf die Landkreise Bitburg-Prüm (Hauptteil) und Daun

Eingliederung
- des Landkreises Bitburg in den Landkreis Bitburg-Prüm

Neubildung
- des Landkreises Bitburg-Prüm (jetzt Eifelkreis Bitburg-Prüm) aus dem Landkreis Bitburg und Gemeinden der Landkreise Bernkastel-Wittlich, Prüm und Trier-Saarburg
- des Landkreises Mayen-Koblenz aus Gemeinden der Landkreise Koblenz und Mayen

Vergrößerung
- der kreisfreien Stadt Koblenz um die Gemeinden Arenberg-Immendorf, Arzheim, Bubenheim, Güls, Lay und Rübenach des Landkreises Koblenz
- des Landkreises Ahrweiler um Gemeinden des Landkreises Mayen bei Abtretung der Gemeinde Nohn an den Landkreis Daun
- des Landkreises Altenkirchen (Westerwald) um die Gemeinde Berod bei Hachenburg des Oberwesterwaldkreises
- des Landkreises Bad Kreuznach um Gemeinden des Rhein-Hunsrück-Kreises bei Abtretung der Gemeinde Genheim an den Landkreis Mainz-Bingen (Eingemeindung nach Waldalgesheim)
- des Landkreises Bernkastel-Wittlich um Gemeinden der Landkreise Rhein-Hunsrück-Kreis und Trier-Saarburg bei Abtretung von Gemeinden an den Landkreis Bitburg-Prüm
- des Landkreises Daun (jetzt Landkreis Vulkaneifel) um Gemeinden der Landkreise Mayen und Prüm sowie die Gemeinde Nohn des Landkreises Ahrweiler
- des Landkreises Mainz-Bingen um die Gemeinde Genheim des Landkreises Bad Kreuznach (Eingemeindung nach Waldalgesheim)
- des Landkreises Neuwied um die Gemeinde Marienhausen des Unterwesterwaldkreises
- des Rhein-Hunsrück-Kreises um Gemeinden des Landkreises Koblenz und die Gemeinde Mastershausen des Landkreises Cochem-Zell bei Abtretung von Gemeinden an die Landkreise Bad Kreuznach und Bernkastel-Wittlich
- des Landkreises Trier-Saarburg um den Ortsteil Muhl der Gemeinde Börfink-Muhl des Landkreises Birkenfeld (Umgemeindung nach Neuhütten)
- des Unterwesterwaldkreises um die Gemeinde Düringen des Oberwesterwaldkreises bei Abtretung der Gemeinde Marienhausen an den Landkreis Neuwied

- 1971, 29. Januar:

Vergrößerung
- des Unterwesterwaldkreises um Gemeinden des Oberwesterwaldkreises

- 1972, 22. April:

Auflösung
- des Landkreises Zweibrücken und Aufteilung auf die kreisfreie Stadt Zweibrücken und die Landkreise Kaiserslautern und Pirmasens (Hauptteil)

Gebietsaustausch
- zwischen den Landkreisen Kaiserslautern und Pirmasens

Vergrößerung
- der kreisfreien Stadt Landau in der Pfalz um die Gemeinden Arzheim, Dammheim, Nußdorf, Godramstein, Mörzheim und Wollmesheim des Landkreises Landau-Bad Bergzabern
- der kreisfreien Stadt Pirmasens um die Gemeinden Gersbach und Windsberg des Landkreises Pirmasens
- der kreisfreien Stadt Zweibrücken um die Gemeinden Mörsbach, Oberauerbach,  Rimschweiler, Mittelbach-Hengstbach und Wattweiler des Landkreises Zweibrücken
- des Landkreises Kaiserslautern um Gemeinden des Landkreises Zweibrücken sowie die Gemeinden Sembach des Donnersbergkreises und Miesau des Landkreises Kusel (Zusammenschluss mit der Gemeinde Bruchmühlbach zur neuen Gemeinde Bruchmühlbach-Miesau)
- des Landkreises Pirmasens um Gemeinden des Landkreises Zweibrücken bei Abtretung von Gemeinden an die kreisfreie Stadt Pirmasens

- 1974, 16. März:

Auflösung
- des Unterwesterwaldkreises und Aufteilung auf die Landkreise Mayen-Koblenz, Rhein-Lahn-Kreis und Westerwald (Hauptteil)

Eingliederung
- des Oberwesterwaldkreises in den Landkreis Westerwald

Neubildung
- des Landkreises Westerwald (später Westerwaldkreis) aus dem Oberwesterwaldkreis und Gemeinden des Unterwesterwaldkreises

Vergrößerung
- der kreisfreien Stadt Ludwigshafen am Rhein um die Gemeinde Ruchheim des Landkreises Ludwigshafen
- der kreisfreien Stadt Neustadt an der Weinstraße um die Gemeinde Duttweiler des Landkreises Bad Dürkheim
- des Donnersbergkreises um Gemeinden des Landkreises Kusel
- des Landkreises Landau-Bad Bergzabern um die Gemeinde Hayna des Landkreises Germersheim (Eingemeindung nach Herxheim bei Landau/Pfalz)
- des Landkreises Mainz-Bingen um Gemeinden des Landkreises Alzey-Worms
- des Landkreises Mayen-Koblenz um die Gemeinde Stromberg des Unterwesterwaldkreises (Eingemeindung nach Bendorf)
- des Rhein-Lahn-Kreises um die Gemeinde Arzbach des Unterwesterwaldkreises

- 1974, 1. August:

Umbenennung
- des Landkreises Westerwald in Westerwaldkreis

- 1977, 19. Dezember:

Umbenennung
- des Landkreises Landau-Bad Bergzabern in Landkreis Südliche Weinstraße

| Datum            | kreisfreie Städte Veränderung | Landkreise Veränderung | kreisfreie Städte Anzahl | Landkreise Anzahl |
| ---------------- | ----------------------------- | ---------------------- | ------------------------ | ----------------- |
| 23. Mai 1949     |                               |                        | 12                       | 39                |
| 7. Juni 1969     | 0                             | − 11                   | 12                       | 28                |
| 7. November 1970 | 0                             | − 2                    | 12                       | 26                |
| 22. April 1972   | 0                             | − 1                    | 12                       | 25                |
| 16. März 1974    | 0                             | − 1                    | 12                       | 24                |
| 2. Oktober 1990  |                               |                        | 12                       | 24                |

## Saarland
Das Saarland gehört seit dem 1. Januar 1957 der Bundesrepublik Deutschland an.
Die einzige Kreis(gebiets)reform im Saarland fand mit Wirkung vom 1. Januar 1974 statt.
Beim Beitritt Bundesrepublik existierten im Land die folgenden kreisfreien Städte und Landkreise:
Kreisfreie Stadt: Saarbrücken
Landkreise: Homburg, Merzig-Wadern, Ottweiler, Saarbrücken, Saarlouis, Sankt Ingbert und Sankt Wendel
- 1974, 1. Januar:

Umbenennung
- des Landkreises Ottweiler in Landkreis Neunkirchen

Auflösung
- des Landkreises Saarbrücken und Aufteilung auf den Stadtverband Saarbrücken (Hauptteil) und den Saar-Pfalz-Kreis
- des Landkreises Sankt Ingbert und Aufteilung auf den Stadtverband Saarbrücken und den Saar-Pfalz-Kreis (Hauptteil)

Eingliederung
- der kreisfreien Stadt Saarbrücken in den Stadtverband Saarbrücken
- des Landkreises Homburg in den Saar-Pfalz-Kreis

Neubildung
- des Stadtverbandes Saarbrücken aus der kreisfreien Stadt Saarbrücken und Gemeinden des Landkreises Saarbrücken bei Abtretung der Gemeinde Rentrisch an den Saar-Pfalz-Kreis (Eingemeindung nach Sankt Ingbert)
- des Saar-Pfalz-Kreises aus dem Landkreis Homburg und Gemeinden des Landkreises Sankt Ingbert sowie der Gemeinde Rentrisch des Landkreises Saarbrücken (Eingemeindung nach Sankt Ingbert)

Vergrößerung
- des Landkreises Neunkirchen um die Gemeinde Mainzweiler des Landkreises Sankt Wendel bei Abtretung der Gemeinde Berschweiler an den Landkreis Sankt Wendel
- des Landkreises Merzig-Wadern um Gemeinden des Landkreises Sankt Wendel bei Abtretung der Gemeinde Michelbach an den Landkreis Saarlouis (Eingemeindung nach Schmelz)
- des Landkreises Saarlouis um die Gemeinde Michelbach des Landkreises Merzig-Wadern (Eingemeindung nach Schmelz) und Gemeinden des Landkreises Ottweiler
- des Landkreises Sankt Wendel um die Gemeinde Berschweiler des Landkreises Ottweiler (Eingemeindung nach Marpingen) bei Abtretung von Gemeinden an den Landkreis Merzig-Wadern und der Gemeinde Mainzweiler an den Landkreis Neunkirchen (Eingemeindung nach Ottweiler)

- 1989, 10. Juli:

Umbenennung
- des Saar-Pfalz-Kreises in Saarpfalz-Kreis

| Datum           | kreisfreie Städte Veränderung | Landkreise Veränderung | kreisfreie Städte Anzahl | Landkreise Anzahl |
| --------------- | ----------------------------- | ---------------------- | ------------------------ | ----------------- |
| 1. Januar 1957  |                               |                        | 1                        | 7                 |
| 1. Januar 1974  | − 1                           | − 1                    | 0                        | 6                 |
| 2. Oktober 1990 |                               |                        | 0                        | 6                 |

## Schleswig-Holstein
Das Land Schleswig-Holstein gehört seit dem 23. Mai 1949 der Bundesrepublik Deutschland an.
Die Kreis(gebiets)reformen in Schleswig-Holstein fanden zu folgenden Zeitpunkten statt:
- 1. Januar 1970: Gebiet Norderstedt
- 26. April 1970: Haupttermin
- 24. März 1974: Gebiet Flensburg

Alle weiteren hier aufgeführten Änderungen der Kreisgrenzen sind auf kleinere, nicht grundlegende Reformen zurückzuführen, bei denen es sich hauptsächlich um Gemeindegebietsreformen handelte. Manchmal wurden Gemeinden in bestehende Gemeinden eingemeindet, manchmal wurde auch eine neue Gemeinde gebildet.
Bei der Gründung der Bundesrepublik existierten im Land die folgenden kreisfreien Städte und Kreise:
Kreisfreie Städte: Flensburg, Kiel, Lübeck und Neumünster
Kreise: Eckernförde, Eiderstedt, Eutin, Flensburg-Land, Herzogtum Lauenburg, Husum, Norderdithmarschen, Oldenburg in Holstein, Pinneberg, Plön, Rendsburg, Schleswig, Segeberg, Steinburg, Stormarn, Süderdithmarschen und Südtondern
- 1958, 1. April:

Vergrößerung
- der kreisfreien Stadt Kiel um die Gemeinde Suchsdorf des Kreises Rendsburg

- 1959, 1. April:

Vergrößerung
- der kreisfreien Stadt Kiel um die Gemeinde Schilksee des Kreises Eckernförde

- 1963, 1. Juni:

Vergrößerung
- der kreisfreien Stadt Kiel um den Ortsteil Mettenhof der Gemeinde Melsdorf des Kreises Rendsburg

- 1970, 1. Januar:

Vergrößerung
- des Kreises Segeberg um die Gemeinden Friedrichsgabe und Garstedt des Kreises Pinneberg sowie Harksheide und Glashütte des Kreises Stormarn (Bildung der Stadt Norderstedt)

- 1970, 26. April:

Auflösung
- des Kreises Eckernförde und Aufteilung auf die Kreise Rendsburg-Eckernförde (Hauptteil) und Schleswig
- des Kreises Rendsburg und Aufteilung auf die Kreise Rendsburg-Eckernförde (Hauptteil) und Steinburg sowie die kreisfreien Städte Kiel und Neumünster.
- des Kreises Südtondern und Aufteilung auf die Kreise Flensburg-Land und Nordfriesland (Hauptteil)

Eingliederung
- des Kreises Eiderstedt in den Kreis Nordfriesland
- des Kreises Eutin in den Kreis Ostholstein
- des Kreises Husum in den Kreis Nordfriesland
- des Kreises Norderdithmarschen in den Kreis Dithmarschen
- des Kreises Oldenburg in Holstein in den Kreis Ostholstein
- des Kreises Süderdithmarschen in den Kreis Dithmarschen

Neubildung
- des Kreises Dithmarschen aus den Kreisen Norderdithmarschen und Süderdithmarschen
- des Kreises Nordfriesland aus den Kreisen Eiderstedt und Husum, den meisten Gemeinden des Kreises Südtondern sowie den Gemeinden Drage, Friedrichstadt und Seeth des Kreises Schleswig
- des Kreises Ostholstein aus den Kreisen Eutin und Oldenburg in Holstein
- des Kreises Rendsburg-Eckernförde aus Gemeinden der Kreise Eckernförde, Plön und Rendsburg

Vergrößerung
- der kreisfreien Stadt Flensburg um Teile der Gemeinde Adelby (Adelbylund) des Kreises Flensburg-Land
- der kreisfreien Stadt Kiel um die Gemeinden Meimersdorf, Moorsee, Rönne und Wellsee des Kreises Plön sowie die Gemeinde Russee des Kreises Rendsburg
- der kreisfreien Stadt Neumünster um die Gemeinden Tungendorf des Kreises Plön, Einfeld des Kreises Rendsburg und Gadeland des Kreises Segeberg
- des Kreises Flensburg-Land um die Gemeinde Langstedt des Kreises Schleswig sowie um die Gemeinden Böxlund, Holt, Jardelund, Medelby, Osterby und Weesby des Kreises Südtondern
- des Kreises Schleswig um die Gemeinde Kopperby des Kreises Eckernförde sowie die Gemeinden Mehlby und Toesdorf des Kreises Flensburg-Land

- 1974, 24. März:

Auflösung
- des Kreises Flensburg-Land und Aufteilung auf den Kreis Schleswig-Flensburg und die kreisfreie Stadt Flensburg

Eingliederung
- des Kreises Schleswig in den Kreis Schleswig-Flensburg

Neubildung
- des Kreises Schleswig-Flensburg aus dem Kreis Schleswig und Gemeinden des Kreises Flensburg-Land

Vergrößerung
- der kreisfreien Stadt Flensburg um die Gemeinde Adelby (Hauptteil) des Kreises Flensburg-Land

| Datum           | kreisfreie Städte Veränderung | Kreise Veränderung | kreisfreie Städte Anzahl | Kreise Anzahl |
| --------------- | ----------------------------- | ------------------ | ------------------------ | ------------- |
| 23. Mai 1949    |                               |                    | 4                        | 17            |
| 26. April 1970  | 0                             | − 5                | 4                        | 12            |
| 24. März 1974   | 0                             | − 1                | 4                        | 11            |
| 2. Oktober 1990 |                               |                    | 4                        | 11            |

## Württemberg-Baden
Das Land Württemberg-Baden gehörte seit dem 23. Mai 1949 der Bundesrepublik Deutschland an. Es ging am 25. April 1952 im neugegründeten Land Baden-Württemberg auf.
Bei der Gründung der Bundesrepublik existierten im Land die folgenden Stadt- und Landkreise:
Stadtkreise: Heidelberg, Heilbronn, Karlsruhe, Mannheim, Pforzheim, Stuttgart und Ulm
Landkreise: Aalen, Backnang, Böblingen, Bruchsal, Buchen, Crailsheim, Eßlingen, Göppingen, Heidelberg, Heidenheim, Heilbronn, Karlsruhe, Künzelsau, Leonberg, Ludwigsburg, Mannheim, Mergentheim, Mosbach, Nürtingen, Öhringen, Pforzheim, Schwäbisch Gmünd, Schwäbisch Hall, Sinsheim, Tauberbischofsheim, Ulm, Vaihingen und Waiblingen
Während der Dauer des Bestehens des Landes Württemberg-Baden gab es keine Kreisreformen.
| Datum          | Stadtkreise Anzahl | Landkreise Anzahl |
| -------------- | ------------------ | ----------------- |
| 23. Mai 1949   | 7                  | 28                |
| 24. April 1952 | 7                  | 28                |

## Württemberg-Hohenzollern
Das Land Württemberg-Hohenzollern gehörte seit dem 23. Mai 1949 der Bundesrepublik Deutschland an. Es ging am 25. April 1952 im neugegründeten Land Baden-Württemberg auf.
Bei der Gründung der Bundesrepublik existierten im Land die folgenden Landkreise:
Balingen, Biberach, Calw, Ehingen, Freudenstadt, Hechingen, Horb, Münsingen, Ravensburg, Reutlingen, Rottweil, Saulgau, Sigmaringen, Tettnang, Tübingen, Tuttlingen und Wangen
Während der Dauer des Bestehens des Landes Württemberg-Hohenzollern gab es keine Kreisreformen.
| Datum          | Stadtkreise Anzahl | Landkreise Anzahl |
| -------------- | ------------------ | ----------------- |
| 23. Mai 1949   | 0                  | 17                |
| 24. April 1952 | 0                  | 17                |

## Stadt und Landkreis Lindau (Bodensee)
Die kreisfreie Stadt Lindau (Bodensee) und der Landkreis Lindau (Bodensee) gehörten als Bayerischer Kreis Lindau zur französischen Besatzungszone. Sie gehörten wohl auch weiterhin zu Bayern, waren aber den bayerischen Behörden nicht unterstellt. Am 1. September 1955 kehrten sie uneingeschränkt zu Bayern zurück. In den Gesamtlisten für die Bundesrepublik Deutschland werden beide Verwaltungseinheiten mitberücksichtigt.

## Gesamtzahl der kreisfreien Städte und Kreise (Landkreise) in der Bundesrepublik Deutschland
| Datum            | Land (Bundesland)          | Kreisfreie Städte Veränderung | Landkreise (Kreise) Veränderung | Kreisfreie Städte Anzahl | Landkreise (Kreise) Anzahl |
| ---------------- | -------------------------- | ----------------------------- | ------------------------------- | ------------------------ | -------------------------- |
| 23. Mai 1949     | Bundesrepublik Deutschland |                               |                                 | 139                      | 418                        |
| 1. Oktober 1951  | Niedersachsen              | + 1                           | 0                               | 140                      | 418                        |
| 1. Oktober 1953  | Baden-Württemberg          | − 1                           | 0                               | 139                      | 418                        |
| 1. April 1955    | Nordrhein-Westfalen        | + 1                           | 0                               | 140                      | 418                        |
| 1. Januar 1957   | Saarland                   | + 1                           | + 7                             | 141                      | 425                        |
| 4. Juli 1964     | Niedersachsen              | − 1                           | 0                               | 140                      | 425                        |
| 1. Juli 1966     | Nordrhein-Westfalen        | − 1                           | 0                               | 139                      | 425                        |
| 1. Januar 1969   | Nordrhein-Westfalen        | − 2                           | 0                               | 137                      | 425                        |
| 7. Juni 1969     | Rheinland-Pfalz            | 0                             | − 11                            | 137                      | 414                        |
| 1. August 1969   | Nordrhein-Westfalen        | 0                             | − 1                             | 137                      | 413                        |
| 1. Januar 1970   | Nordrhein-Westfalen        | − 1                           | 0                               | 136                      | 413                        |
| 26. April 1970   | Schleswig-Holstein         | 0                             | − 5                             | 136                      | 408                        |
| 7. November 1970 | Rheinland-Pfalz            | 0                             | − 2                             | 136                      | 406                        |
| 1. Januar 1972   | Nordrhein-Westfalen        | 0                             | − 4                             | 136                      | 402                        |
| 22. April 1972   | Rheinland-Pfalz            | 0                             | − 1                             | 136                      | 401                        |
| 1. Juli 1972     | Bayern                     | − 23                          | − 72                            | 113                      | 329                        |
| 1. Juli 1972     | Niedersachsen              | − 1                           | − 5                             | 112                      | 324                        |
| 1. August 1972   | Hessen                     | 0                             | − 7                             | 112                      | 317                        |
| 1. Januar 1973   | Baden-Württemberg          | 0                             | − 28                            | 112                      | 289                        |
| 1. Januar 1973   | Niedersachsen              | − 2                           | − 2                             | 110                      | 287                        |
| 1. Januar 1973   | Nordrhein-Westfalen        | 0                             | − 4                             | 110                      | 283                        |
| 1. Januar 1974   | Hessen                     | 0                             | − 4                             | 110                      | 279                        |
| 1. Januar 1974   | Saarland                   | − 1                           | − 1                             | 109                      | 278                        |
| 1. März 1974     | Niedersachsen              | − 2                           | − 5                             | 107                      | 273                        |
| 16. März 1974    | Rheinland-Pfalz            | 0                             | − 1                             | 107                      | 272                        |
| 24. März 1974    | Schleswig-Holstein         | 0                             | − 1                             | 107                      | 271                        |
| 1. Juli 1974     | Hessen                     | − 3                           | − 4                             | 104                      | 267                        |
| 1. Januar 1975   | Nordrhein-Westfalen        | − 11                          | − 17                            | 93                       | 250                        |
| 6. Dezember 1975 | Nordrhein-Westfalen        | + 1                           | 0                               | 94                       | 250                        |
| 1. Juli 1976     | Nordrhein-Westfalen        | − 1                           | 0                               | 93                       | 250                        |
| 1. Januar 1977   | Hessen                     | 0                             | − 4                             | 93                       | 246                        |
| 1. August 1977   | Niedersachsen              | − 1                           | − 11                            | 92                       | 235                        |
| 1. August 1979   | Hessen                     | − 1                           | + 1                             | 91                       | 236                        |
| 1. Januar 1980   | Niedersachsen              | 0                             | + 1                             | 91                       | 237                        |
| 2. Oktober 1990  |                            |                               |                                 | 91                       | 237                        |

## Anhang: Reformen nach dem Ende des Zweiten Weltkriegs auf dem Gebiet der Bundesrepublik Deutschland (bis zum 23. Mai 1949)
- 1945:

Rückbenennung
- des Stadtkreises Neustadt an der Weinstraße in Neustadt an der Haardt
- des Landkreises Neustadt an der Weinstraße in Landkreis Neustadt an der Haardt

Rückgliederung
- der Landkreise Bergreichenstein, Markt Eisenstein und Prachatitz sowie Teilen des Landkreises Waldmünchen in die Tschechoslowakei

Vergrößerung
- des Landkreises Celle um das gemeindefreie Gebiet Lohheide des Landkreises Fallingbostel
- des Landkreises Hagenow, Mecklenburg, um die östlich der Elbe gelegenen Gemeinden des Landkreises Lüneburg (Amt Neuhaus)
- des Landkreises Lüchow-Dannenberg um die Gemeinde Kaltenhof des Landkreises Ludwigslust, Mecklenburg

- 1945, 1. Mai:

Vergrößerung
- des Kreises Wadern um die Gemeinden Bierfeld, Braunshausen, Buweiler-Rathen, Kastel, Kostenbach, Nonnweiler, Otzenhausen, Primstal und Sitzerath des Landkreises Trier

- 1945, Juli (?):

Umgliederung
- des Landkreises Lindau (Bodensee) in die Französische Besatzungszone

- 1945, Juli:

Vergrößerung
- des Landkreises Mellrichstadt um die Gemeinden Ostheim vor der Rhön, Sondheim vor der Rhön, Stetten und Urspringen des Landkreises Meiningen

- 1945, 1. Juli:

Umgliederung
- der zehn Gemeinden des Amtes Calvörde aus dem Landkreis Helmstedt des Landes Braunschweig in den Landkreis Gardelegen
- des östlichen Teils des Landkreises Blankenburg aus dem Land Braunschweig in die Provinz Sachsen

Vergrößerung
- des Landkreises Helmstedt um die Gemeinde Preußisch Offleben des Landkreises Haldensleben, Provinz Sachsen
- des Landkreises Osterode am Harz um die Stadt Bad Sachsa und die Gemeinde Tettenborn des Landkreises Grafschaft Hohenstein (siehe Bad Sachsa#Besatzungszonen 1945), offiziell erst am 1. September (vgl. weiter unten)

- 1945, 25. Juli:

Vergrößerung
- der kreisfreien Stadt Wiesbaden um die Stadtteile Mainz-Amöneburg, Mainz-Kastel und Mainz-Kostheim der kreisfreien Stadt Mainz (siehe AKK-Konflikt)
- des Landkreises Bergstraße um den Stadtteil Rosengarten der kreisfreien Stadt Worms und die rechtsrheinischen Gemeinden des Landkreises Worms
- des Landkreises Groß-Gerau um die Stadtteile Bischofsheim, Ginsheim und Gustavsburg der kreisfreien Stadt Mainz

- 1945, 1. September:

Vergrößerung
- des Landkreises Osterode am Harz um die Stadt Bad Sachsa und die Gemeinde Tettenborn des Landkreises Grafschaft Hohenstein (siehe Bad Sachsa#Besatzungszonen 1945), faktisch bereits am 1. Juli (vgl. weiter oben)

- 1945, 17. September:

Vergrößerung
- des Landkreises Witzenhausen um die Gemeinden Neuseesen und Werleshausen des Landkreises Eichsfeld
- des Landkreises Eichsfeld um die Gemeinden Asbach, Sickenberg, Vatterode, Weidenbach und Hennigerode des Landkreises Witzenhausen

- 1945, 19. September:

Vergrößerung
- des Bezirks Bregenz, Vorarlberg (Österreich) um die Gemeinde Mittelberg des Landkreises Sonthofen
- des Bezirks Reutte, Tirol (Österreich) um die Gemeinde Jungholz des Landkreises Sonthofen

- 1945, 20. Oktober:

Erneute Ausgliederung
- der Stadt Kulmbach aus dem Landkreis Kulmbach

- 1945, 26. November:

- Vergrößerung
- des Landkreises Sinsheim, Württemberg-Baden um die Stadt Bad Wimpfen des Landkreises Bergstraße, Groß-Hessen

- 1945, 28. November:

Vergrößerung
- des Landkreises Hagenow, Mecklenburg um die Gemeinde Lassahn des Kreises Herzogtum Lauenburg, Schleswig-Holstein
- des Landkreises Schönberg, Mecklenburg um die Gemeinden Dechow und Thurow des Kreises Herzogtum Lauenburg, Schleswig-Holstein
- des Kreises Herzogtum Lauenburg, Schleswig-Holstein um die Gemeinden Bäk, Mechow, Römnitz und Ziethen des Landkreises Schönberg, Mecklenburg

- 1946:

Vergrößerung
- des Landkreises Grafenau um die Gemeinde Allhartsmais des Landkreises Deggendorf (Eingemeindung nach Schöfweg)
- des Landkreises Neustadt an der Waldnaab um die Gemeinde Schadenreuth des Landkreises Kemnath (Eingemeindung nach Erbendorf)
- des Landkreises Oberviechtach um die Gemeinde Gmeinsrieth des Landkreises Vohenstrauß (Eingemeindung nach Dietersdorf [teilweise] und Schönsee [teilweise])
- des Landkreises Regensburg um die Gemeinde Pfaffenfang des Landkreises Roding (Eingemeindung nach Altenthann) bei Abtretung von Gemeinden an den Landkreis Straubing
- des Landkreises Straubing um die Gemeinden Kirchroth und Zeitldorn des Landkreises Regensburg
- des Landkreises Waldmünchen um die Gemeinde Ried bei Gleißenberg des Landkreises Cham (Eingemeindung nach Gleißenberg)

- 1946, 8. Februar:

Erneute Ausgliederung
- der Stadt Freising aus dem Landkreis Freising

- 1946, 1. April:

Erneute Ausgliederung
- der Stadt Selb aus dem Landkreis Rehau

Vergrößerung
- der kreisfreien Stadt Kulmbach um die Gemeinden Kauernburg, Mangersreuth und Metzdorf des Landkreises Kulmbach

- 1946, 1. Juni:

Eingliederung
- des Landkreises Hildesheim in den Landkreis Hildesheim-Marienburg
- des Landkreises Marienburg in den Landkreis Hildesheim-Marienburg

Neubildung
- des Landkreises Hildesheim-Marienburg aus den Landkreisen Hildesheim und Marienburg

- 1946, 7. Juni:

Erneute Ausgliederung
- der Stadt Neustadt bei Coburg aus dem Landkreis Coburg

- 1946, 18. Juli:

Vergrößerung
- des Landkreises Saarburg um die Gemeinden Filzen, Hamm, Kommlingen, Könen, Konz, Krettnach, Niedermennig, Oberbillig, Oberemmel, Paschel, Pellingen und Wasserliesch des Landkreises Trier
- des Landkreises Sankt Wendel um die Gemeinden Bosen, Eckelhausen, Eisen, Eiweiler, Gehweiler, Gonnesweiler, Grügelborn, Hirstein, Leitersweiler, Mosberg-Richweiler, Neunkirchen, Reitscheid, Schwarzenbach, Selbach, Sötern, Steinberg-Deckenhardt, Türkismühle und Walhausen des Landkreises Birkenfeld

Umgliederung
- der Landkreise Saarburg und Wadern in das Saarland

- 1946, 1. Oktober:

Auflösung
- des Kreises Wadern und Aufteilung auf die Landkreise Merzig-Wadern und Landkreis Sankt Wendel

Vergrößerung
- des Landkreises Sankt Wendel um die Gemeinden Bierfeld, Braunshausen, Buweiler-Rathen, Kastel, Kostenbach, Nonnweiler, Otzenhausen, Primstal und Sitzerath des Restkreises Wadern sowie die Gemeinden Bergweiler, Hasborn-Dautweiler, Lindscheid, Neipel, Scheuern, Sotzweiler, Theley, Tholey und Überroth-Niederhofen des Landkreises Ottweiler bei Abgabe der Gemeinden Steinbach und Wetschhausen an den Landkreis Ottweiler

Eingliederung
- des Kreises Merzig in den Landkreis Merzig-Wadern

Neubildung
- des Landkreises Merzig-Wadern aus dem Kreis Merzig sowie Gemeinden der Kreise Wadern und Saarburg

- 1946, 1. November:

Eingliederung
- des Landkreises Bückeburg in den Landkreis Schaumburg-Lippe
- des Landkreises Stadthagen in den Landkreis Schaumburg-Lippe

Neubildung
- des Landkreises Schaumburg-Lippe aus den Landkreisen Bückeburg und Stadthagen

- 1947:

Umgliederung
- der kreisfreien Städte Frankenthal (Pfalz), Kaiserslautern, Ludwigshafen am Rhein, Neustadt an der Weinstraße, Pirmasens, Speyer und Zweibrücken nach Rheinland-Pfalz
- der Landkreise Bergzabern, Frankenthal (Pfalz), Germersheim, Kaiserslautern, Kirchheimbolanden, Kusel, Landau in der Pfalz, Ludwigshafen am Rhein, Neustadt an der Weinstraße, Pirmasens, Rockenhausen, Speyer am Rhein und Zweibrücken nach Rheinland-Pfalz

- 1947, 1. Januar:

Umbenennung
- der kreisfreien Stadt Wesermünde in Bremerhaven

- 1947, 1. April:

Vergrößerung des Obertaunuskreises um die Gemeinde Steinbach im Taunus des Landkreises Offenbach
- 1947, 7. Juni:

Vergrößerung
- des Landkreises Merzig-Wadern um die Gemeinden Besch, Borg, Eft-Hellendorf, Faha, Keßlingen, Münzingen, Nennig, Oberleuken, Oberperl, Orscholz, Perl, Sehndorf, Sinz, Tettingen-Butzdorf, Weiten und Wochern des Landkreises Saarburg

Vergrößerung
- des Landkreises Sankt Wendel um die Gemeinden Asweiler-Eitzweiler, Freisen, Haupersweiler, Nohfelden, Oberkirchen, Schwarzerden und Wolfersweiler des Landkreises Birkenfeld sowie die Gemeinden Bubach, Hoof, Niederkirchen, Marth, Osterbrücken und Saal des Landkreises Kusel

Umgliederung
- des Landkreises Saarburg nach Rheinland-Pfalz

- 1947:

Umgliederung
- der kreisfreien Stadt Bremerhaven in das Land Bremen

- 1948, 1. April:

Erneute Ausgliederung
- der Stadt Bad Kissingen aus dem Landkreis Bad Kissingen
- der Stadt Bad Reichenhall aus dem Landkreis Berchtesgaden
- der Stadt Deggendorf aus dem Landkreis Deggendorf
- der Stadt Dillingen a.d.Donau aus dem Landkreis Dillingen a.d.Donau
- der Stadt Eichstätt aus dem Landkreis Eichstätt
- der Stadt Forchheim aus dem Landkreis Forchheim
- der Stadt Kaufbeuren aus dem Landkreis Kaufbeuren
- der Stadt Kitzingen aus dem Landkreis Kitzingen
- der Stadt Landsberg aus dem Landkreis Landsberg
- der Stadt Marktredwitz aus dem Landkreis Wunsiedel
- der Stadt Memmingen aus dem Landkreis Memmingen
- der Stadt Neuburg a.d.Donau aus dem Landkreis Neuburg a.d.Donau
- der Stadt Neu-Ulm aus dem Landkreis Neu-Ulm
- der Stadt Rothenburg ob der Tauber aus dem Landkreis Rothenburg ob der Tauber
- der Stadt Schwabach aus dem Landkreis Schwabach
- der Stadt Schwandorf aus dem Landkreis Burglengenfeld
- der Stadt Traunstein aus dem Landkreis Traunstein

- 1948, 25. September:

Erneute Ausgliederung
- der Stadt Lindau (Bodensee) aus dem Landkreis Lindau (Bodensee)

- 1949, 1. April:

Erneute Ausgliederung
- der Stadt Günzburg aus dem Landkreis Günzburg
- der Stadt Neumarkt i.d.OPf. aus dem Landkreis Neumarkt i.d.OPf.
- der Stadt Nördlingen aus dem Landkreis Nördlingen
- der Stadt Weißenburg i.Bay. aus dem Landkreis Weißenburg i.Bay.

Vergrößerung
- des Landkreises Karlstadt um die Gemeinde Bonnland (Ausgliederung aus dem aufgelösten Heeresgutsbezirk Hammelburg des Landkreises Hammelburg und Wiedererrichtung als Gemeinde)